# Museo nazionale della scienza e della tecnologia Leonardo da Vinci
Il Museo Nazionale Scienza e Tecnologia Leonardo da Vinci,  aperto nel 1953, ha sede a Milano,  in via San Vittore 21 nell'antico monastero di San Vittore al Corpo. È il più ampio museo tecnico-scientifico in Italia e uno dei maggiori in Europa,  con un'estensione di 50 000 m² complessivi . È visitato da oltre 600 000 persone all'anno.
Le collezioni comprendono 21 000 oggetti e includono testimonianze rappresentative della storia della scienza, della tecnologia e dell'industria in Italia dal XIX secolo in poi. Alle collezioni scientifiche si affiancano le raccolte di opere d'arte e di strumenti musicali, oltre alla storica collezione di modelli interpretativi dei disegni di Leonardo da Vinci, risalenti agli anni Cinquanta. Sono presenti una biblioteca (52 000 titoli e 700 testate di riviste) e un archivio storico (circa 400 m) e fotografico.
Le esposizioni permanenti presentano oggetti storici accanto a esibizioni interattive, multimedia, audiovisivi e serious game, e si articolano nelle seguenti aree: Gallerie Leonardo da Vinci, Astronomia e Spazio, Telecomunicazioni, Energia e materiali, Extreme - Fisica delle particelle, Mosaico Tecnologico - Reti e consumi nell’Italia moderna, Ciclo di vita dei prodotti - Industria chimica di base, Alluminio, Acciaio, Fonderia industriale, #Foodpeople – Alimentazione, Trasporti navali, Trasporti aerei, Trasporti ferroviari. Nelle aree esterne è ospitato il sottomarino S506 Enrico Toti e il modello in scala 1:1 del Lanciatore Vega.
Il museo collabora con i principali musei scientifici europei e mondiali e dal 2003 è membro di ECSITE (European Network of Science Centres and Museums). Nel 2009 il Museo ha fondato il CREI, il Centro di Ricerca per l’educazione informale, che svolge ricerca in ambito educativo e promuove programmi di sviluppo professionale per insegnanti e educatori.
Nel 2019 è stato costituito l’Osservatorio sul patrimonio scientifico e tecnologico per sviluppare le attività di ricerca, conservazione, tutela, documentazione e restituzione pubblica a partire dalle esperienze maturate intorno alle collezioni del Museo.
Il museo è dal 2000 una fondazione di diritto privato, i cui soci fondatori sono il Ministero dell'istruzione e del merito, il Ministero dell'università e della ricerca e il Ministero della cultura i partecipanti sostenitori sono Regione Lombardia, Comune di Milano, Camera di commercio, industria, artigianato e agricoltura di Milano; le principali università milanesi fanno parte del consiglio scientifico.

## Storia dell'edificio

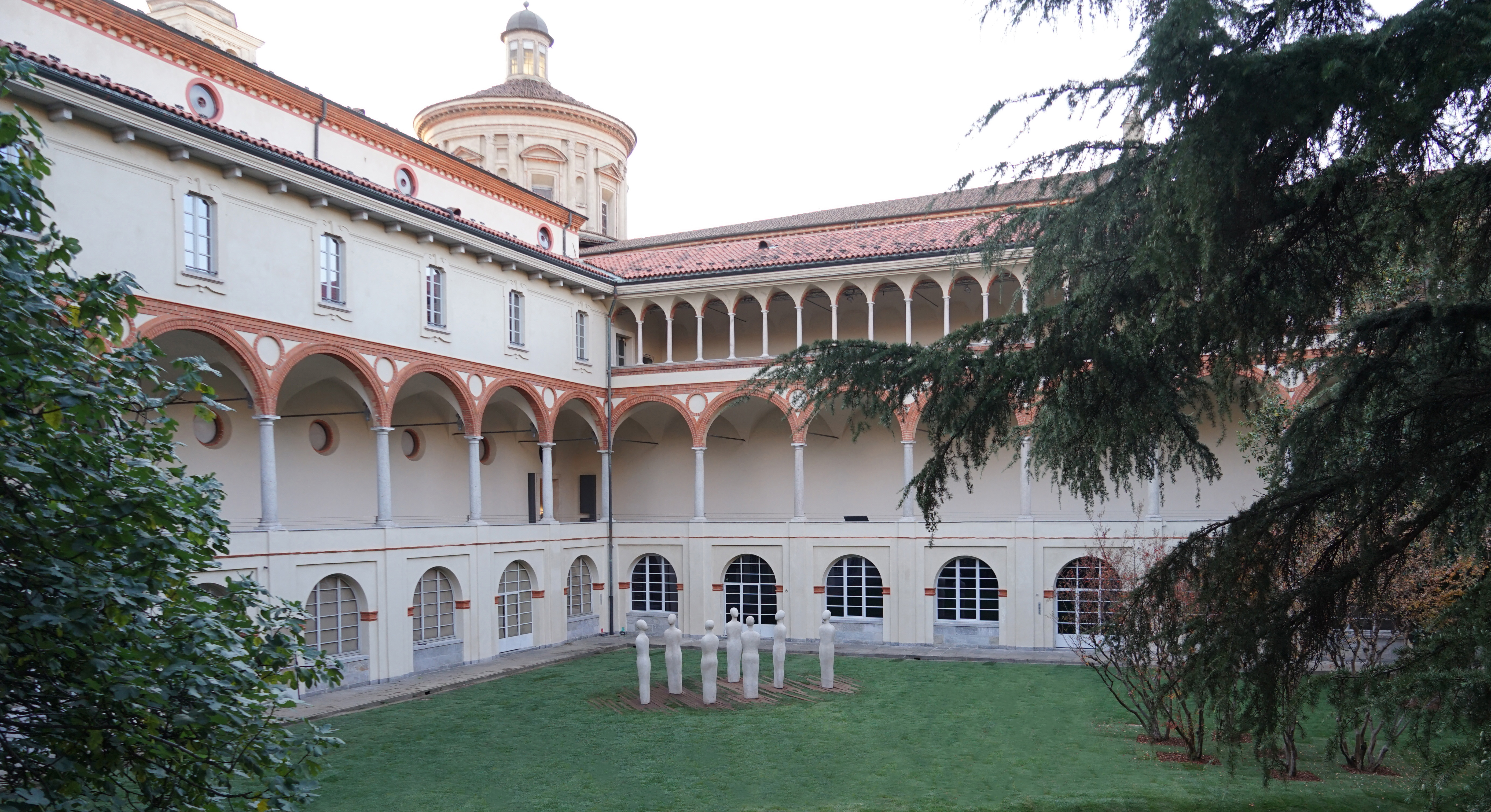
Il chiostro del Museo con i Sette Savi di Fausto Melozzi

Il Museo Nazionale Scienza e Tecnologia Leonardo da Vinci sorge in un chiostro benedettino diventato nel XVI secolo monastero olivetano, annesso alla chiesa di San Vittore al Corpo. Tra i chiostri del museo sono ancora ben visibili i resti della grande cinta fortificata che custodiva un mausoleo imperiale romano.
I lavori che portarono alla realizzazione dei due grandi chiostri e di un dormitorio furono avviati dai monaci Olivetani agli inizi del Cinquecento. Alla fine il complesso comprendeva celle dei monaci, foresteria, biblioteca (oggi Sala delle Colonne), appartamento abbaziale, sala del Capitolo, ospizio dei novizi, orti, giardini e una vigna. Nel 1560 iniziarono le opere della nuova chiesa. Su progetto di Giuseppantonio Castelli da Monza all'inizio del XVIII secolo si costruì il refettorio (oggi Sala del Cenacolo), dove Pietro Gilardi eseguì l'affresco delle Nozze di Cana.
Agli inizi del XIX secolo, con l'occupazione napoleonica, il monastero divenne prima ospedale militare, poi caserma.
Guido Ucelli, fondatore del Museo, riuscì a ottenere l'area nel 1947. L'architetto Piero Portaluppi guidò fino al 1952, insieme a Enrico Griffini e Ferdinando Reggiori, i lavori di ristrutturazione, che ebbero per oggetto pavimenti, strutture, volte, arcate dei chiostri, sotterranei, la sala delle Colonne e la sala del Cenacolo.

## Storia dell'istituzione
Il 15 febbraio 1953 il Museo Nazionale della Scienza e della Tecnica "Leonardo da Vinci" fu inaugurato alla presenza del Presidente del Consiglio Alcide De Gasperi in occasione della grande mostra dedicata a Leonardo allestita per il quinto centenario della sua nascita.
Dopo oltre vent’anni, il fondatore Guido Ucelli riusciva a dotare la città e il Paese di un grande museo tecnico-scientifico, al pari delle altre realtà internazionali. Sin dagli anni Trenta, infatti, aveva immaginato un museo come luogo per documentare e raccontare al pubblico i grandi cambiamenti sul fronte tecnologico ed industriale che stavano investendo l’Italia. Ispirandosi alle esperienze dei grandi musei dell’epoca, in particolare il Science Museum di Londra e il Deutsches Museum di Monaco, aveva avviato negli anni la raccolta di oggetti, documenti e libri legati alla scienza, alla tecnica e all’industria, mettendo al centro l’idea di unità della cultura.
Secondo il tradizionale stampo enciclopedico che caratterizzava le istituzioni del periodo, vennero raccolti ed esposti migliaia di oggetti, strumenti e apparati tecnico scientifici, macchine e impianti anche di grandi dimensioni, ordinate seguendo un approccio storico evolutivo della scienza e tecnologia, oggi considerato superato. Particolare attenzione era riservata alla contemporaneità e agli oggetti mostrati in funzione. Prima ancora del Museo era presente la biblioteca, intesa come strumento di studio per il Museo, che aprirà anche al pubblico nel 1958, con anche una sezione ragazzi.
Parte integrante dell’attività del Museo era rappresentata da una programmazione cinematografica presso il cinema interno (progettato da Piero Portaluppi), insieme a un ricco programma di mostre, esposizioni, congressi, concorsi ed eventi realizzati in collaborazione con realtà pubbliche e private rappresentative del panorama dell’industria e della cultura italiano.
L’organizzazione di mostre temporanee – realizzate con il coinvolgimento di istituzioni pubbliche, aziende e associazioni – rappresentò l’occasione, nei primi anni di vita del Museo, di arricchire le proprie raccolte e realizzare nuove esposizioni. Questo processo riguarda in particolare le aree dedicate ai trasporti terrestri (esposizione oggi non più esistente, gli oggetti si trovano nelle Collezioni di Studio del Museo e nei suoi depositi), ferroviari, aerei e navali. La Mostra Storica dei Mezzi di Trasporto (1954) - allestita in occasione dei sessant’anni del Touring Club Italiano rappresenta l’inizio di questo percorso, in cui rientrano l’inaugurazione del Padiglione Aeronavale (1964, progettato dall’architetto Egizio Nichelli per il Comune di Milano) e del Padiglione Ferroviario (1967, inizialmente destinato a Museo del Volo).
Nel 1955 nasce il Centro di Fisica Sperimentale come risorsa innovativa per lo studio della fisica, che suggella la relazione del Museo con il mondo della scuola, ancora oggi particolarmente solida. Tra i servizi presenti nel 1961 sono indicati anche un bar e un ristorante (su prenotazione), oltre alla vendita di stampe e cartoline.  Alla morte del fondatore, nel 1964, segue un lungo periodo di consolidamento delle attività con l’apertura di nuove sezioni espositive, mostre e conferenze scientifiche.
Il museo è importante anche per la storia dell'informatica, essendo stato uno dei primi in Europa a ospitare un'esposizione rilevante a essa dedicata, Calcolo automatico nella storia, organizzata nel 1959 in collaborazione con IBM Italia. Dal 1975, dopo un’altra importante mostra con il contributo di IBM, l’informatica trovò uno spazio consolidato nel museo.
Tra la fine degli anni Ottanta e l’inizio degli anni Novanta il Museo, guardando all’esperienza dei science center (ispirati dalla filosofia di Frank Oppenheimer e dell’Exploratorium di San Francisco) e agli sviluppi della museologia scientifica internazionale oltre che dell’educazione informale, progetta i primi laboratori interattivi, che permettono al visitatore di sperimentare in prima persona.

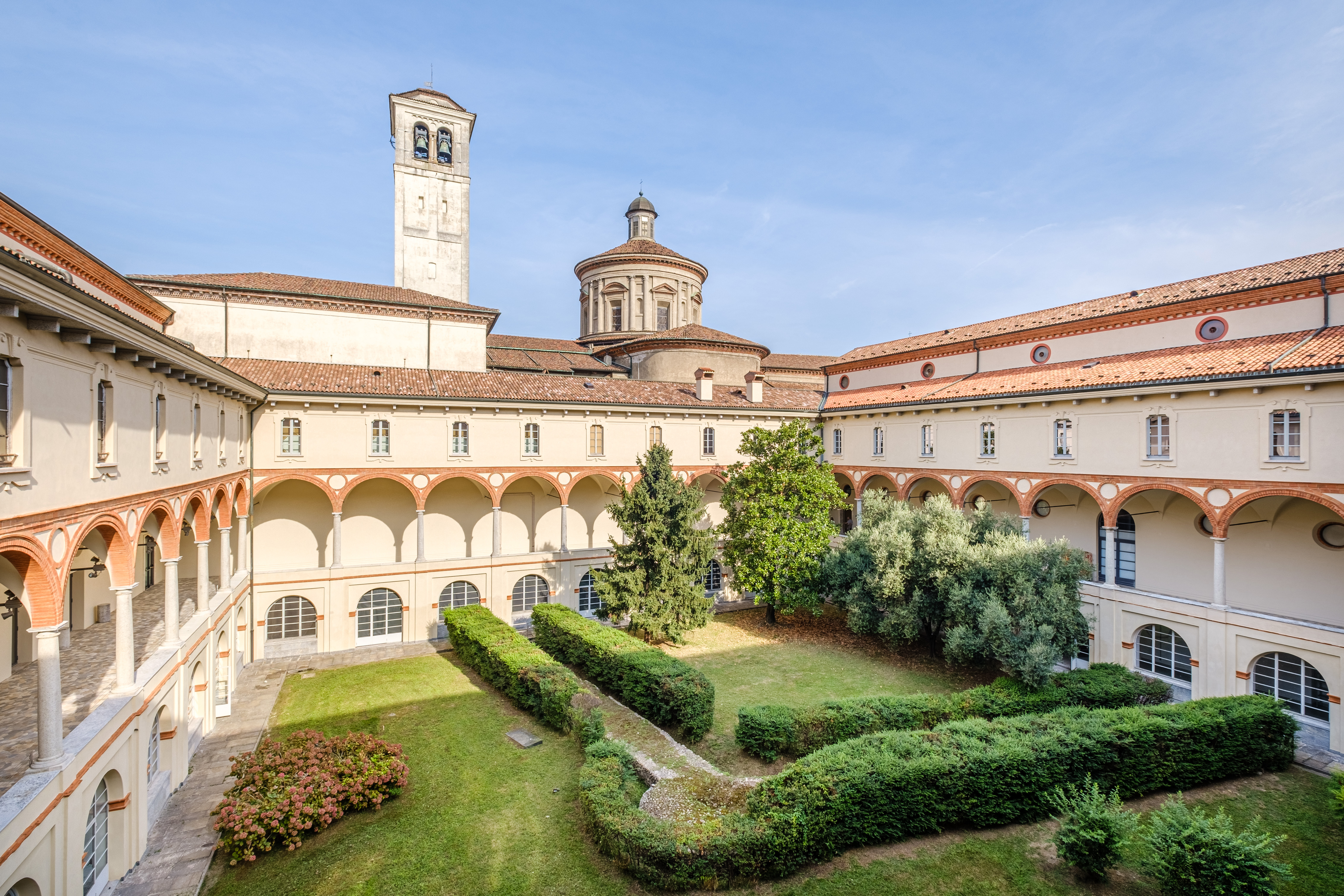
Chiostro dell'ex monastero di San Vittore al Corpo con al centro, contornati da una siepe, i resti del mausoleo imperiale di Massimiano

Nell'agosto 1999, durante la direzione di Domenico Lini, un decreto legislativo trasformò l'ente di diritto pubblico in fondazione di diritto privato. Nel 2001 venne nominato direttore Fiorenzo Galli e si diede inizio a un'intensa attività di riallestimento e apertura di nuove sezioni espositive e laboratori interattivi. Nel 2005 fu trasportato al museo il sottomarino Enrico Toti e vennero aperti i nuovi laboratori interattivi di genetica e biotecnologie e robotica. Nel 2007 fu riaperto l'auditorium, completamente ristrutturato, e inaugurate la nuova area elicotteri e la sezione dedicata al ciclo di vita dei prodotti.
Nel 2008 aprirono le nuove aree dedicate a telegrafia, telefonia e televisione, l'area dei piccoli e la sezione dedicata al petrolio. Nel 2009 furono aperte le aree dedicate alla gomma, alle sostanze adesive e la nuova libreria del museo (MUST shop). Nel giugno 2009 il Museo ospitò la conferenza annuale di ECSITE (European Network of Science Centres and Museums). Il laboratorio dedicato all'alimentazione e l'area nanotecnologie sono del 2010, del 2011 la sezione dedicata all'industria chimica di base. Nel 2013 fu inaugurata la nuova area acciaio e aprì rinnovato il laboratorio interattivo materiali. Nel 2014 fu la volta della nuova sezione dedicata allo spazio, che espone l'unico frammento lunare in possesso dell'Italia e la nuova area dedicata al tinkering.
Nel 2015 è stata inaugurata l'area dedicata all'alluminio e la mostra interattiva permanente #FoodPeople dedicata ai temi dell'alimentazione. Nello stesso anno è stato esposto nel padiglione aeronavale il catamarano ad ala rigida AC72 Luna Rossa e apre il Maker Space. Nel 2016 sono state inaugurate, ospitando alcune delle esposizioni della XXI Triennale di Milano, le Cavallerizze, un nuovo edificio ottenuto dall'intervento di recupero architettonico di due grandi corpi di fabbrica costruiti tra il 1840 e il 1855 per ospitare le scuderie della caserma installata nel monastero ormai soppresso (1805). Questi interventi di ampliamento e restauro sono stati realizzati anche grazie ai fondi del Gioco del Lotto, in base a quanto regolato dalla legge 662/96.
Nel 2017 è stato inaugurato l’i.lab Matematica e nel 2018 il nuovo i.lab Leonardo.
Il 2019, anno delle celebrazioni del cinquecentenario della morte di Leonardo da Vinci, ha visto l’apertura delle Gallerie Leonardo da Vinci, totalmente ripensate per offrire una nuova lettura, storiograficamente aggiornata, dell’opera di Leonardo nel suo contesto storico. Sempre nel 2019 è arrivato al Museo il modello in scala 1:1 del lanciatore spaziale VV01 della prima missione Vega (Vettore Europeo di Generazione Avanzata), alto 30 metri e con un diametro di 3 metri. È stato inoltre lanciato il portale Archivi della Scienza dove sono consultabili oltre 1500 fondi archivistici di 200 istituzioni, realizzato dal museo con l'Accademia Nazionale delle Scienze, detta dei XL e in collaborazione con ICAR (Istituto Centrale per gli Archivi).
Nel 2020, durante il periodo di chiusura obbligatoria a causa dell’emergenza sanitaria legata al COVID-19, il Museo ha prodotto #storieaportechiuse, un format digitale con un palinsesto di rubriche dedicate a collezioni ed education, scienza, tecnologia, attualità e dietro le quinte.
Nel 2021 sono stati inaugurati i laboratori interattivi Chimica e Future Inventors, dedicato alla cultura digitale. Sono inoltre stati pubblicati i dataset relativi alle collezioni in formato Linked Open Data. Nel 2022 è stata inaugurata, nel Padiglione Ferroviario, l’esposizione permanente Oltrepassare, che a partire da opere di bypass ferroviari, riflette sul tema della mobilità e dei suoi impatti. È stato inoltre pubblicato archivionline, il portale che permette la consultazione degli archivi storici del museo. Nel 2023 è stata acquisita ed esposta la testa fresante della Tunnel Boring Machine (TBM) impiegata per realizzare la linea C della metropolitana di Roma e le linee M5 ed M4 di quella milanese. È stata inoltre collocata nelle Collezioni di Studio, che possono essere fruite tramite visite guidate, la Tenda Rossa. Nel 2024 è stato inaugurato Playlab, un nuovo spazio dedicato ai bambini e alle bambine dai 3 ai 6 anni.

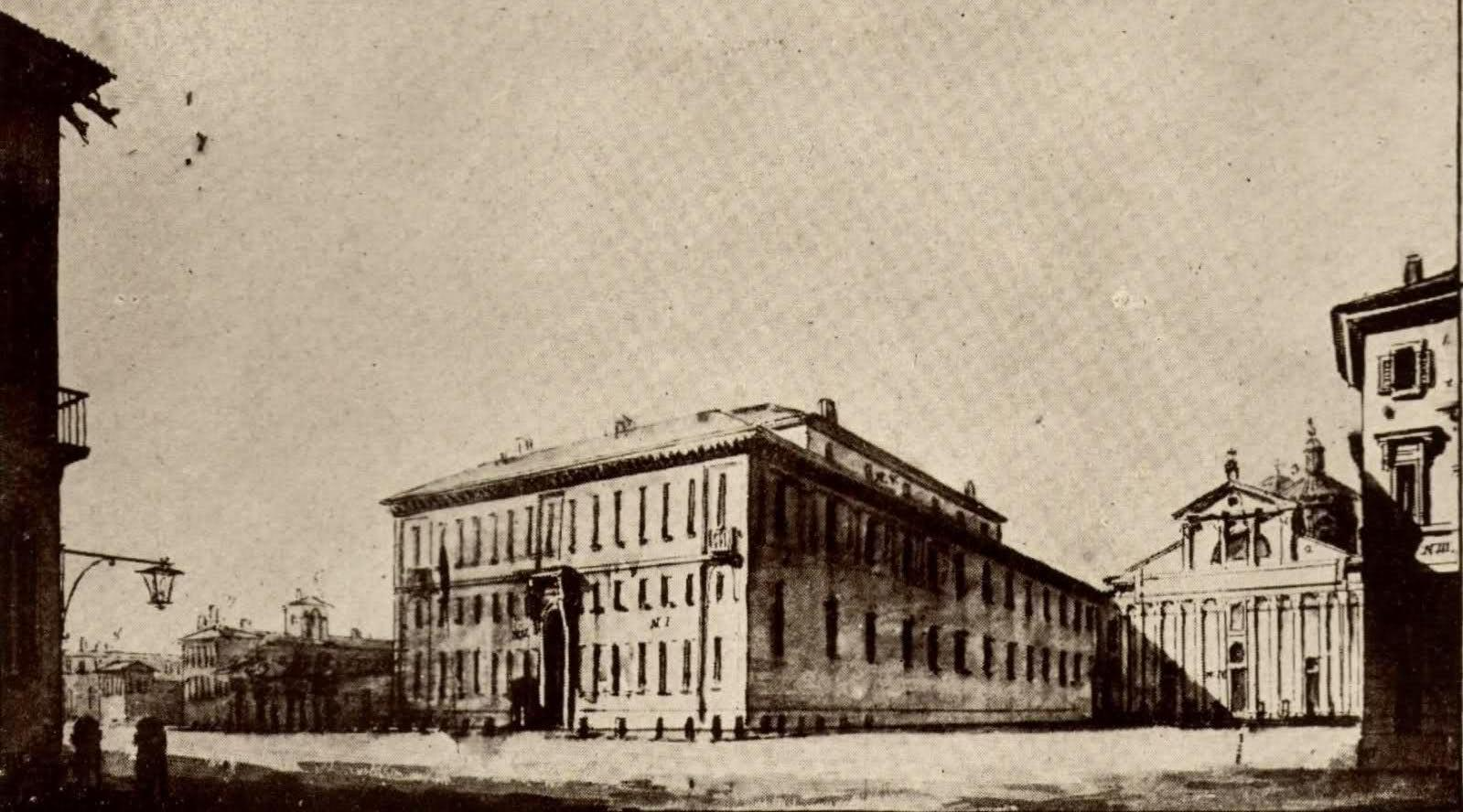
L'edificio del convento a Borgo San Vittore ai primi dell'Ottocento
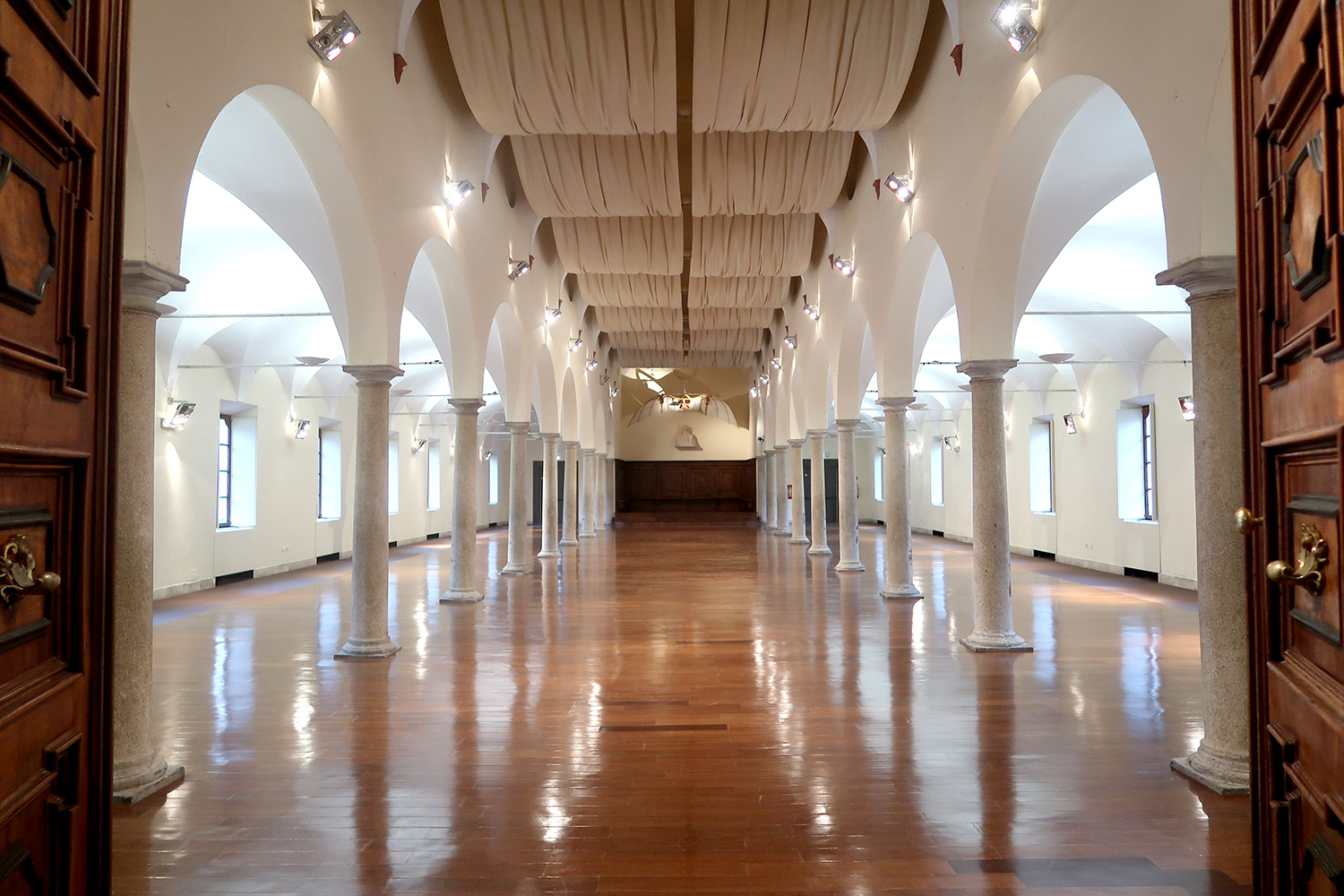
La Sala delle colonne (ex biblioteca del convento)
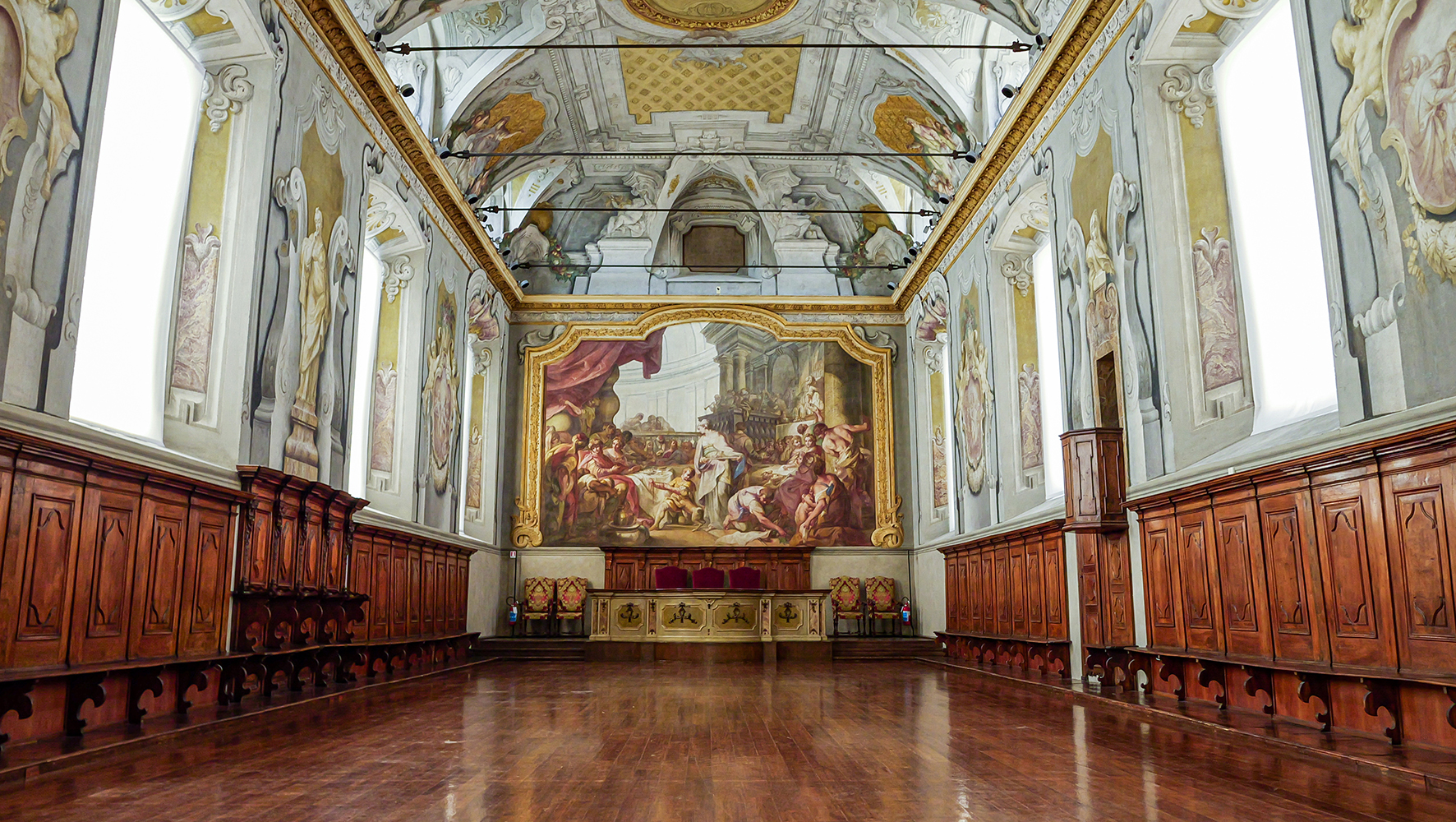
La sala del Cenacolo (ex refettorio del convento), affrescata da Pietro Gilardi

## Collezioni

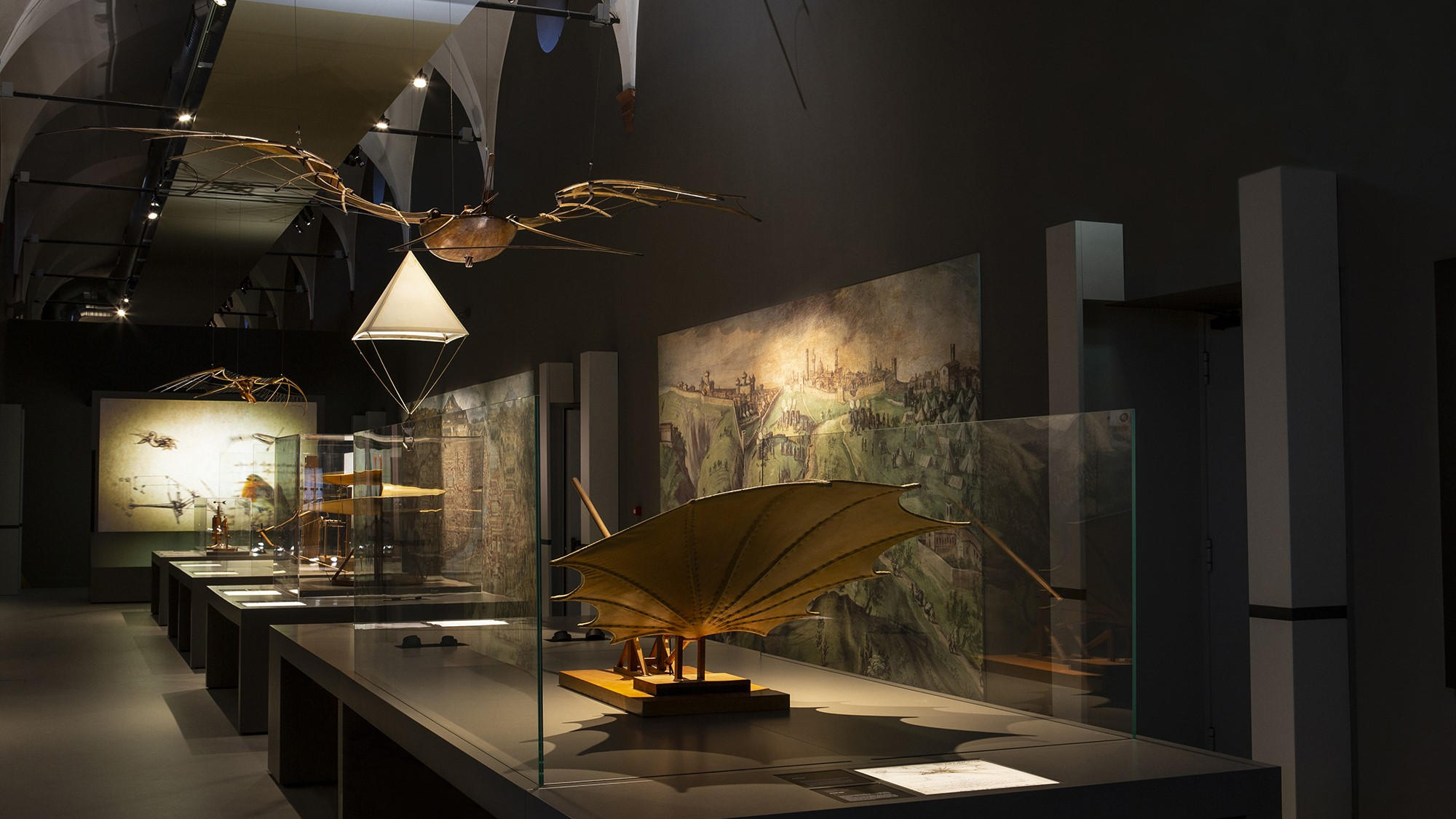
Gallerie Leonardo da Vinci

Il museo raccoglie e conserva un ampio patrimonio dedicato allo sviluppo scientifico e tecnologico con particolare attenzione all'Italia.
Le collezioni si sono formate a partire dagli anni trenta del Novecento e comprendono 21 000 beni storici tra cui strumenti tecnico scientifici, macchine e impianti collegati ai temi dei trasporti, dell'energia, dell'industria siderurgica, delle telecomunicazioni, dell'informatica e dell'astronautica. Oltre a questi, una collezione di beni artistici che comprende circa 3 200 tra dipinti, disegni, sculture, oggetti d'arte applicata e medaglie; un archivio cartaceo e fotografico e una biblioteca con 55 000 testi e riviste. Le collezioni continuano a crescere grazie alle donazioni effettuate da privati, aziende e istituzioni.
Secondo l’art. 2 dello statuto della Fondazione, infatti, tra i compiti del Museo rientra quello di “compiere ricerche, acquisire, conservare, rendere accessibile, interpretare e comunicare le testimonianze materiali e immateriali della scienza, della tecnologia e dell’industria, con riferimento al passato e alla contemporaneità, in una prospettiva di costante aggiornamento del patrimonio museale inteso come insieme delle collezioni, degli archivi e della biblioteca”.
Nel 2019 è stato fondato l’Osservatorio sul Patrimonio Scientifico e Tecnologico, per sviluppare le attività di ricerca, conservazione, tutela, documentazione e restituzione pubblica a partire dalle esperienze maturate intorno alle collezioni del Museo.

### Esposizioni permanenti al 2025[47]
- Gallerie Leonardo da Vinci
- Telecomunicazioni
- Astronomia e spazio
- Musica e teatro
- Mosaico Tecnologico – Reti, industrie e consumi nell’Italia moderna
- Industria chimica di base
- Acciaio
- Alluminio
- Fonderia industriale
- Lavorazione del ferro e dell’acciaio (Sala Falck)
- Energia e materiali
- Ciclo di vita dei prodotti
- Fisica delle particelle – EXTREME
- Alimentazione – #FOODPEOPLE
- Trasporti ferroviari (con esposizione Oltrepassare)
- Trasporti navali
- Trasporti aerei

### Gallerie Leonardo da Vinci
Il museo possiede la più grande collezione al mondo di modelli di macchine realizzati a partire da disegni di Leonardo, una selezione dei quali è esposta nelle Gallerie Leonardo da Vinci al primo piano. Sono presenti modelli costruiti sulla base di disegni su soggetti civili, come la gru girevole o la macchina battipalo, a quelle militari, come la nave veloce speronatrice o lo scafandro, dagli studi sull'architettura, con il modello della città ideale a quelli sul volo, con la famosa vite aerea. È visibile anche un telaio automatico in legno, a grandezza naturale e perfettamente funzionante, realizzato a partire da studi sui codici leonardeschi.
I modelli sono inseriti all'interno di una scenografia che ripercorre, a partire dalla Firenze del Quattrocento, la formazione di Leonardo e il contributo degli ingegneri toscani fino al soggiorno nella Milano degli Sforza. Un percorso tra l’arte della guerra, il lavoro e la produzione, il volo, le vie d’acqua e l’architettura che si conclude con uno sguardo sull’influenza di Leonardo nella pittura lombarda del Rinascimento e un’installazione immersiva dedicata ai disegni degli ultimi anni. Oltre 1 300 mq e 170 tra modelli storici, opere d’arte, volumi antichi e installazioni che fanno rivivere l’evoluzione del pensiero di Leonardo da Vinci.
Le Gallerie rinnovano lo storico allestimento con cui il Museo apriva al pubblico nel 1953 e la figura di Leonardo è indagata all’interno del suo contesto storico, mettendo in relazione la sua opera di ingegnere e umanista con la storia della scienza, dell’arte, della tecnica e del pensiero del Rinascimento.

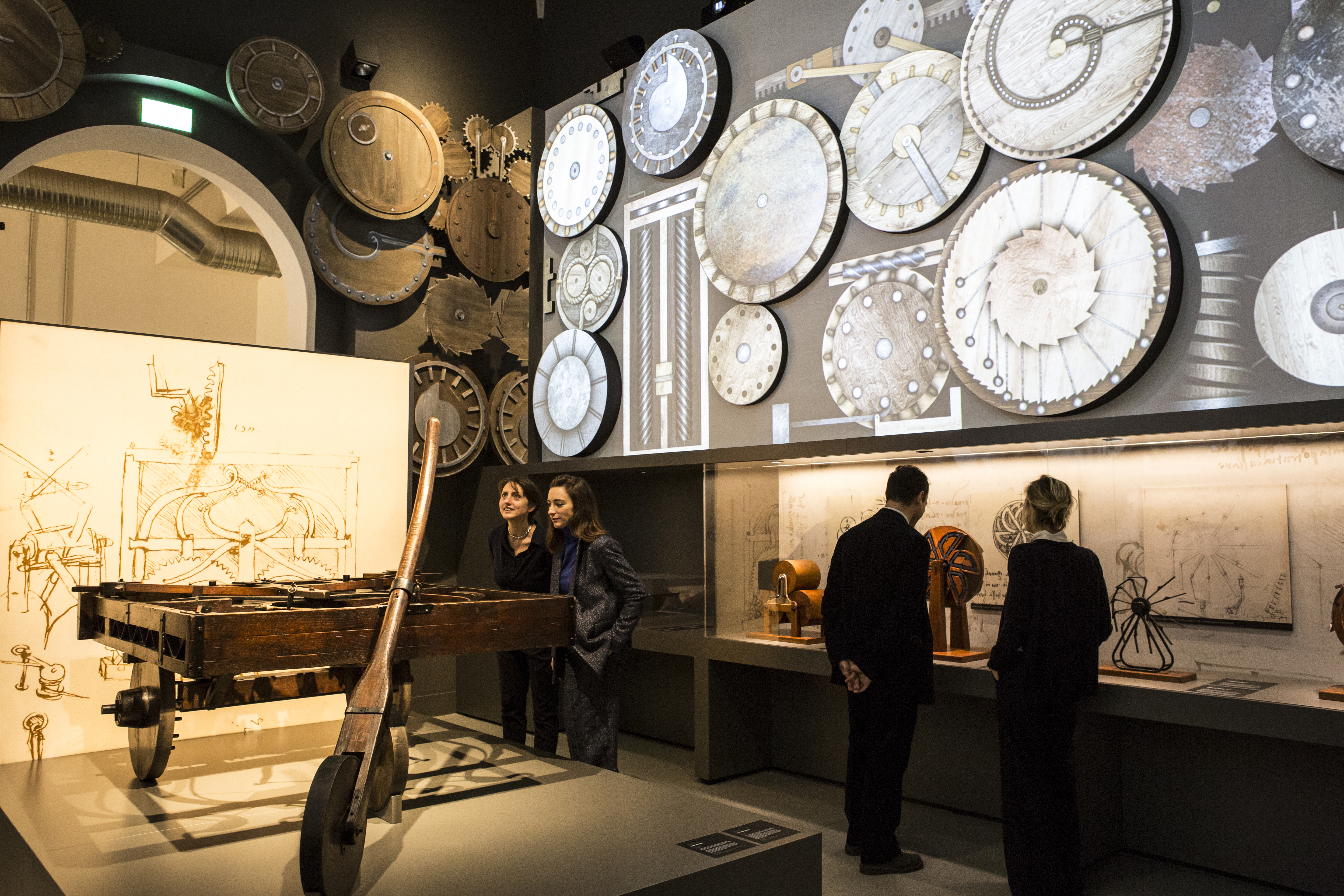
Gallerie Leonardo da Vinci - il teatro delle macchine
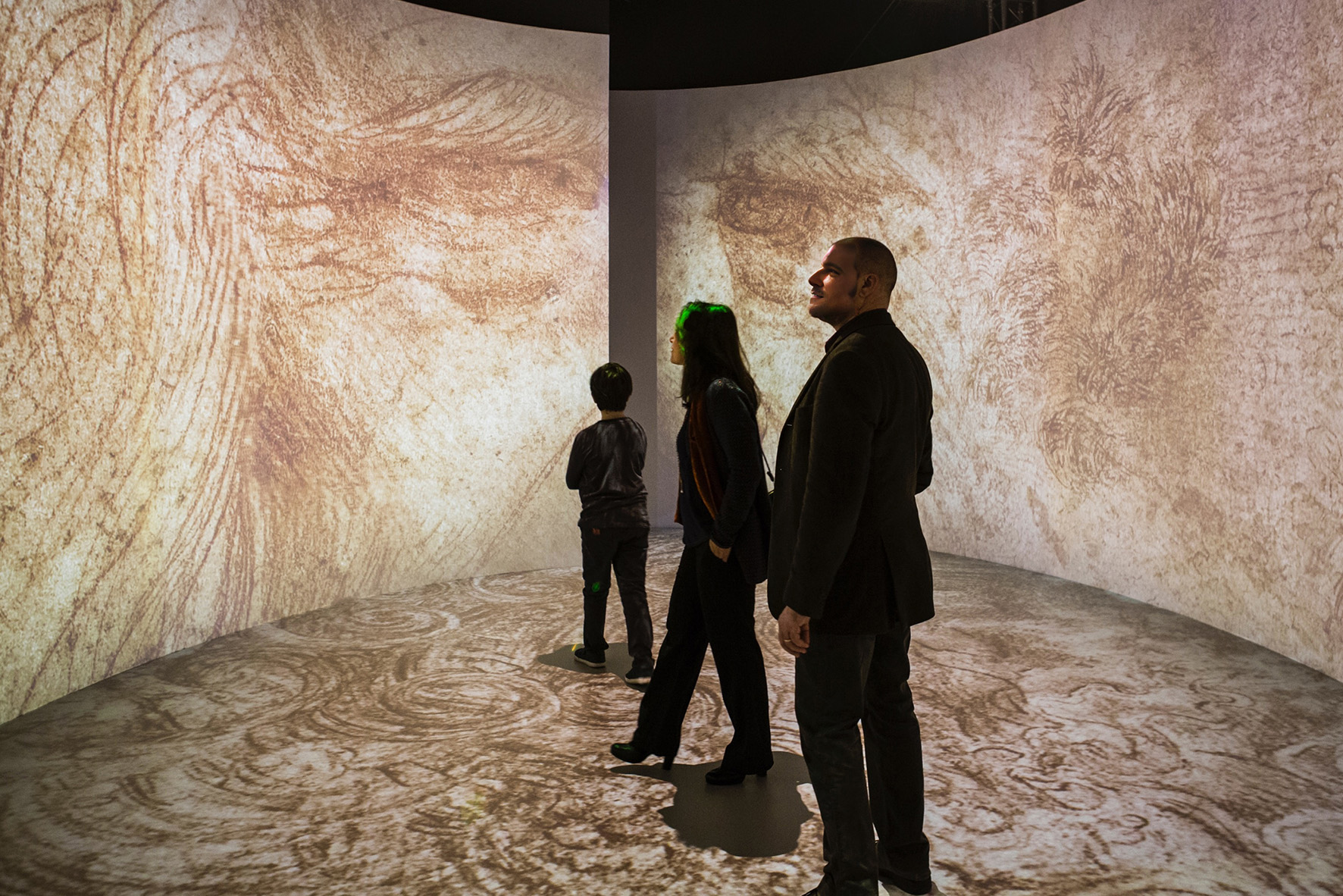
Gallerie Leonardo da Vinci - l'uomo e il cosmo
Vite aerea
Balista

### Sottomarino Enrico Toti S506

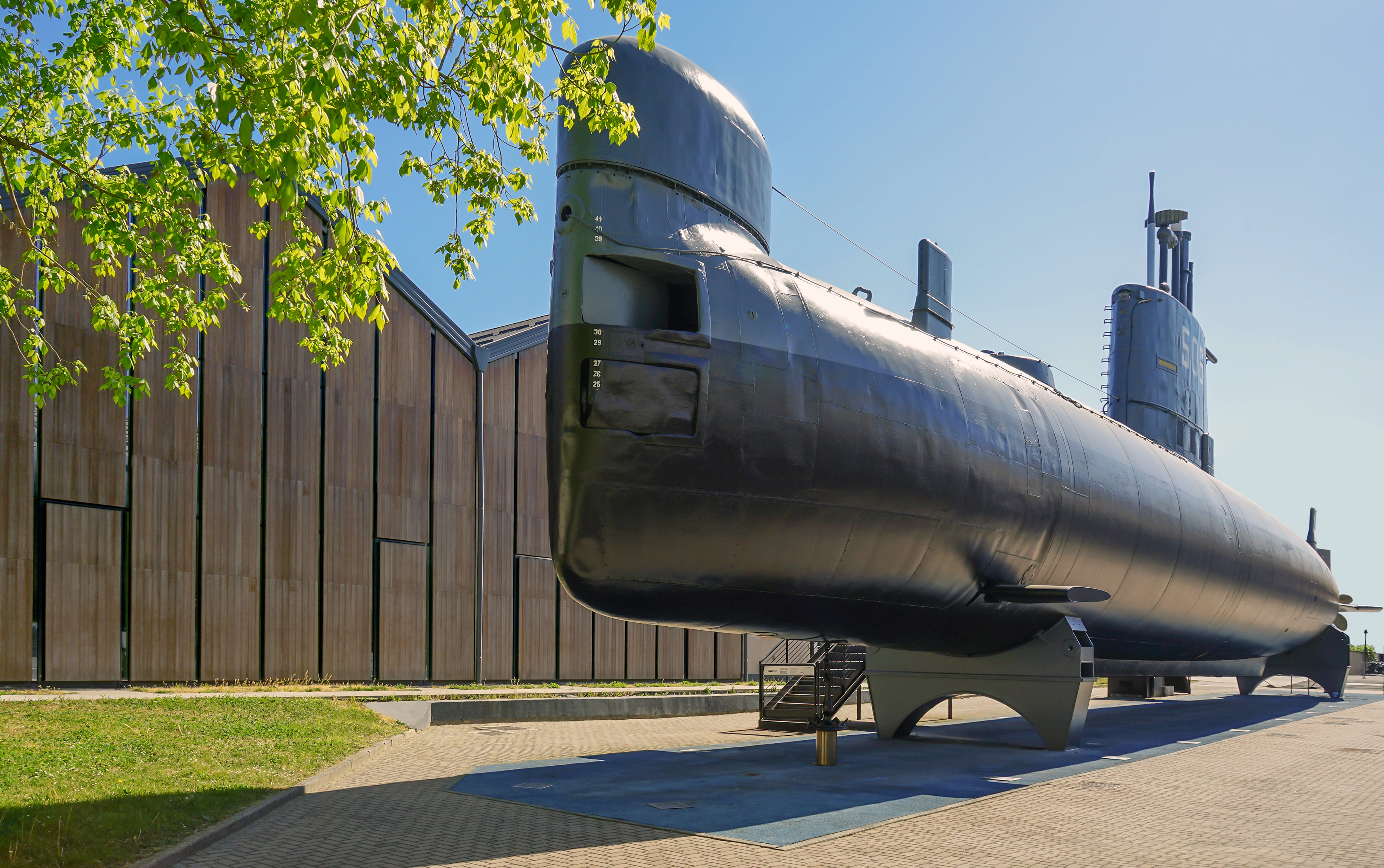
Il sottomarino Enrico Toti (S 506), esposto nell'area esterna dal 2005, è visitabile all'interno.

Il museo espone nella sua area esterna e presenta come uno degli oggetti faro il sottomarino Enrico Toti (S 506), entrato a far parte delle collezioni nel 2005.
Il Toti, primo sottomarino costruito in Italia dopo la seconda guerra mondiale, fu varato nel 1967 nel cantiere navale di Monfalcone ed entrò in servizio per la Marina Militare Italiana nel 1968. Si tratta di un SSK (Submarine-Submarine Killer): un sottomarino destinato a individuare ed eventualmente distruggere altri sottomarini, e in particolare i grandi lanciamissili a propulsione nucleare del blocco sovietico, una delle armi più temute durante la guerra fredda.
Fa parte della classe Toti (ne è il capoclasse), composta da quattro battelli di piccole dimensioni che hanno solcato il mar Mediterraneo fino alla fine degli anni novanta.
Il Toti è giunto al Museo nel 2005 dopo un lungo viaggio via mare e via terra. Radiato nel 1999 il sottomarino, dopo 30 anni di servizio attivo, la sua donazione da parte della Marina Militare italiana al Museo viene formalizzata e sottoscritta tra il 2000 e il 2001. Il 5 aprile 2001 inizia il viaggio vero e proprio: un mese di navigazione (trainato) da Augusta (Siracusa) al porto fluviale di Cremona. Dal 2001 al 2005 il sottomarino rimane ancorato al porto; questo periodo è stato impiegato per reperire le risorse economiche e per studiare le migliori soluzioni tecniche per affrontare su strada gli ultimi 93 km che lo separano dal Museo. Tra il 9 e il 14 agosto 2005, in 4 notti, si svolge il viaggio su ruote. Il 7 dicembre 2005 il sottomarino viene infine aperto al pubblico.

### Gli oggetti più significativi
Tra gli oggetti che il museo presenta come propri highlights, oltre al sottomarino Toti e alle Gallerie Leonardo da Vinci ci sono:

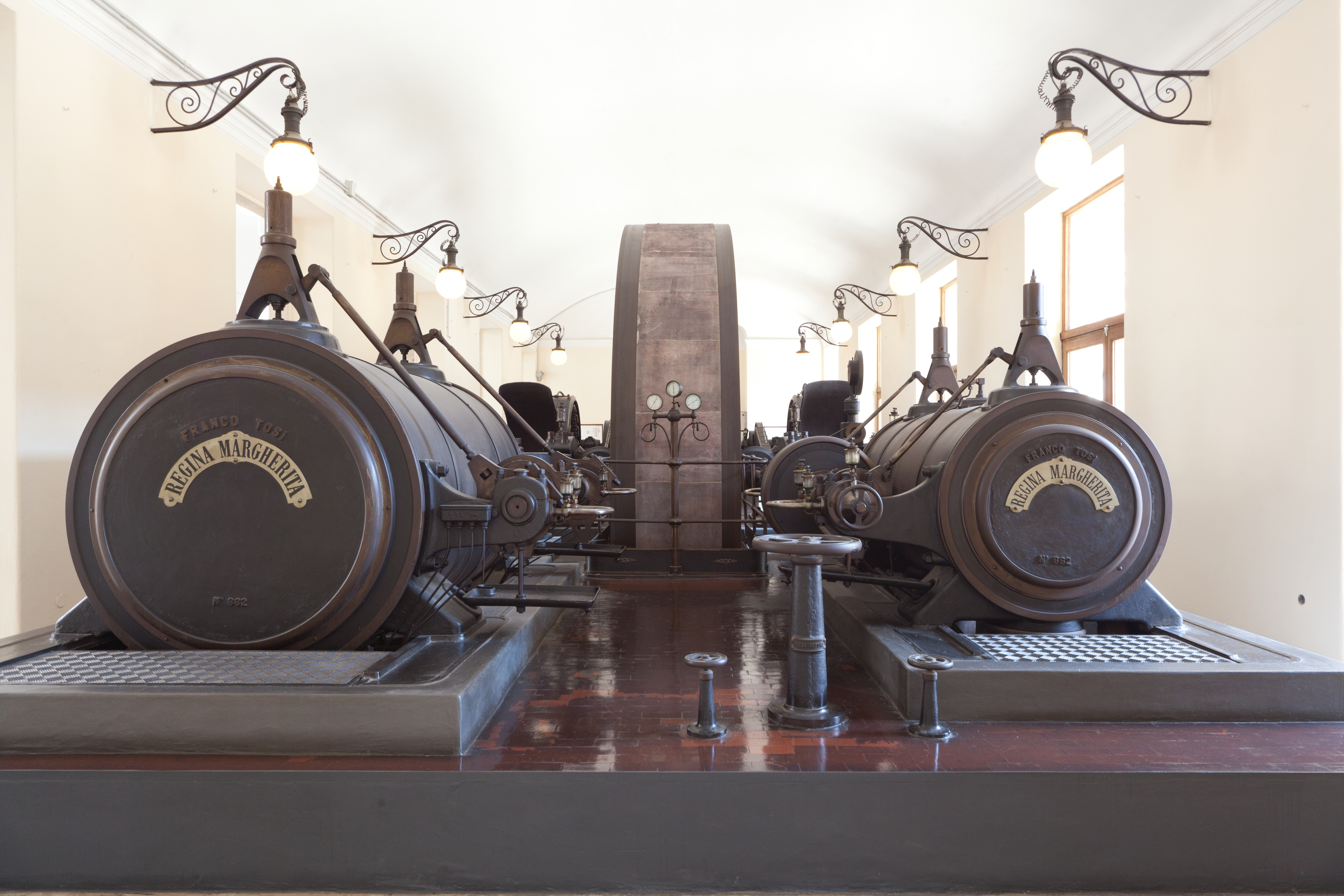
Centrale termoelettrica Regina Margherita. Emblema dell'industria meccanica italiana, forniva corrente elettrica per illuminare gli ambienti e far funzionare i 1800 telai del setificio Gavazzi di Desio.
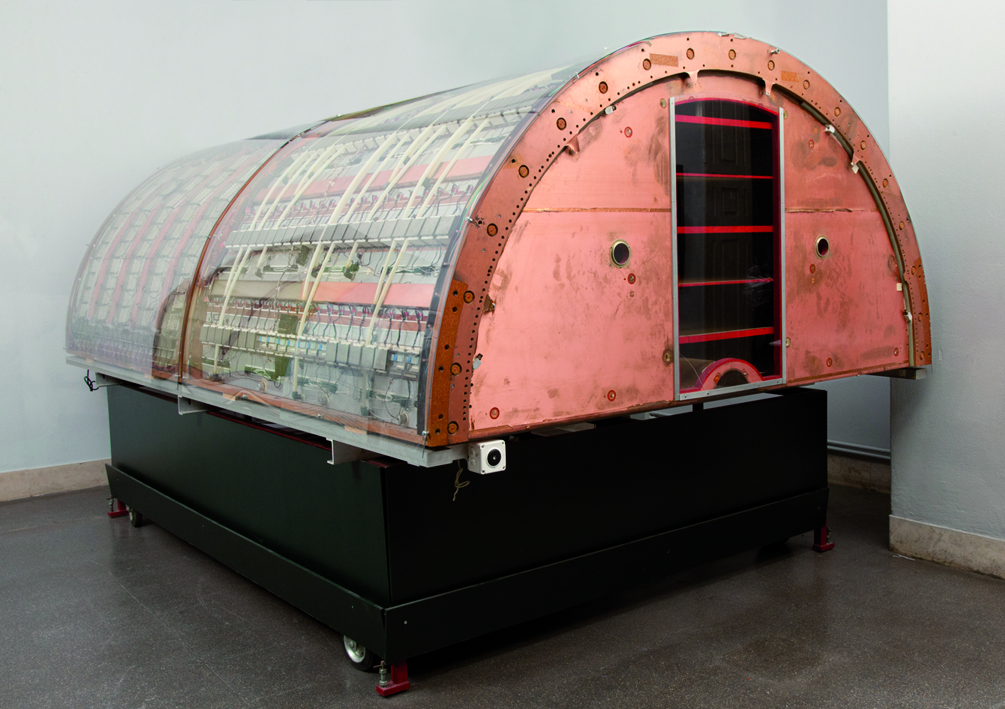
Rivelatore UA1. Sezione del rivelatore "Underground Area, Experiment One" con cui Carlo Rubbia e Simon van der Meer scoprono le particelle elementari W e Z vincendo il Nobel per la fisica nel 1984.
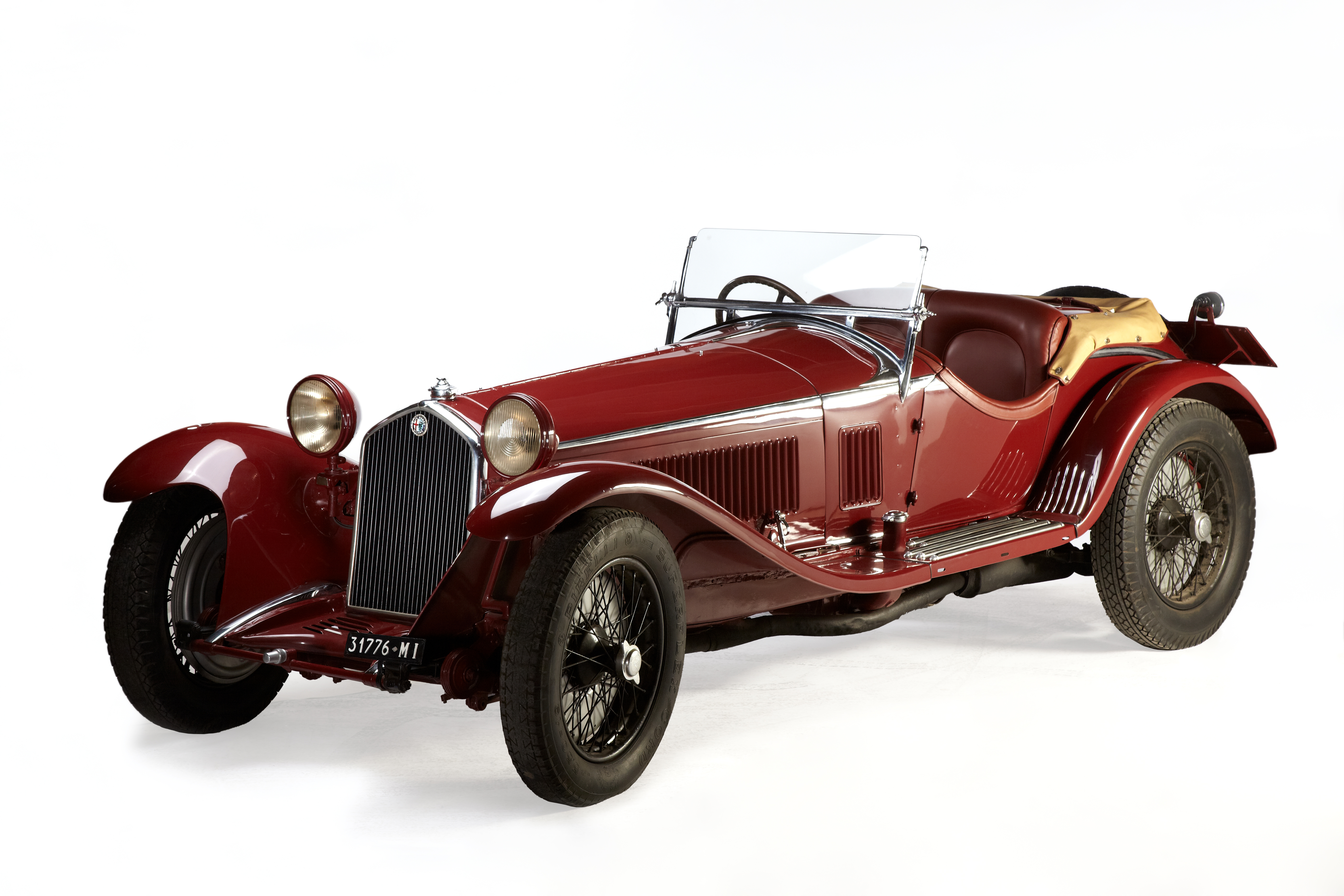
Alfa Romeo 8C 2300. Veicolo sportivo realizzato nel 1932 da Alfa Romeo, fa parte della serie di auto pilotate da celebri corridori come Nuvolari o Campari.
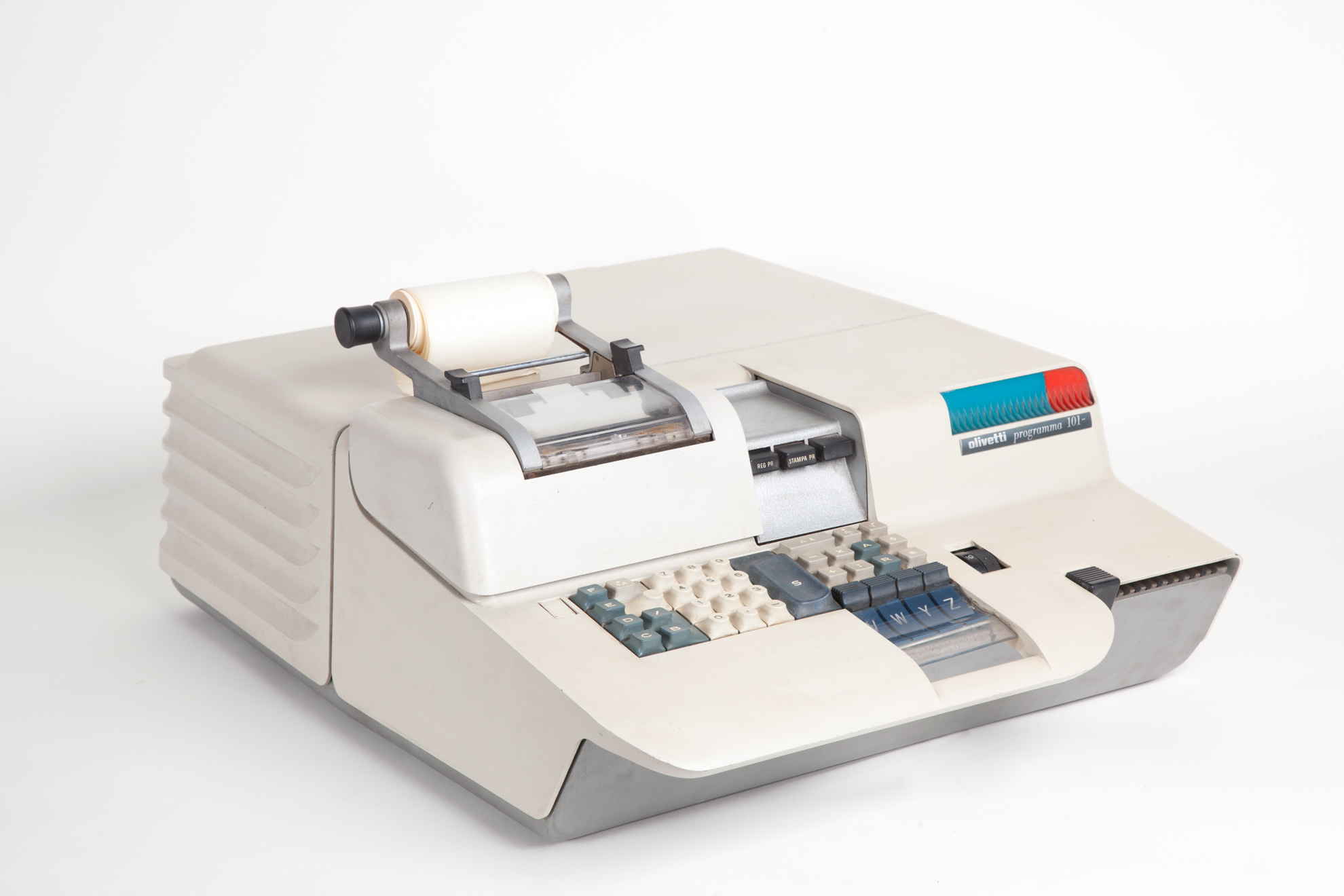
Programma 101. Calcolatore programmabile realizzato da Olivetti nei primi anni sessanta, è considerata il primo "personal computer" della storia.
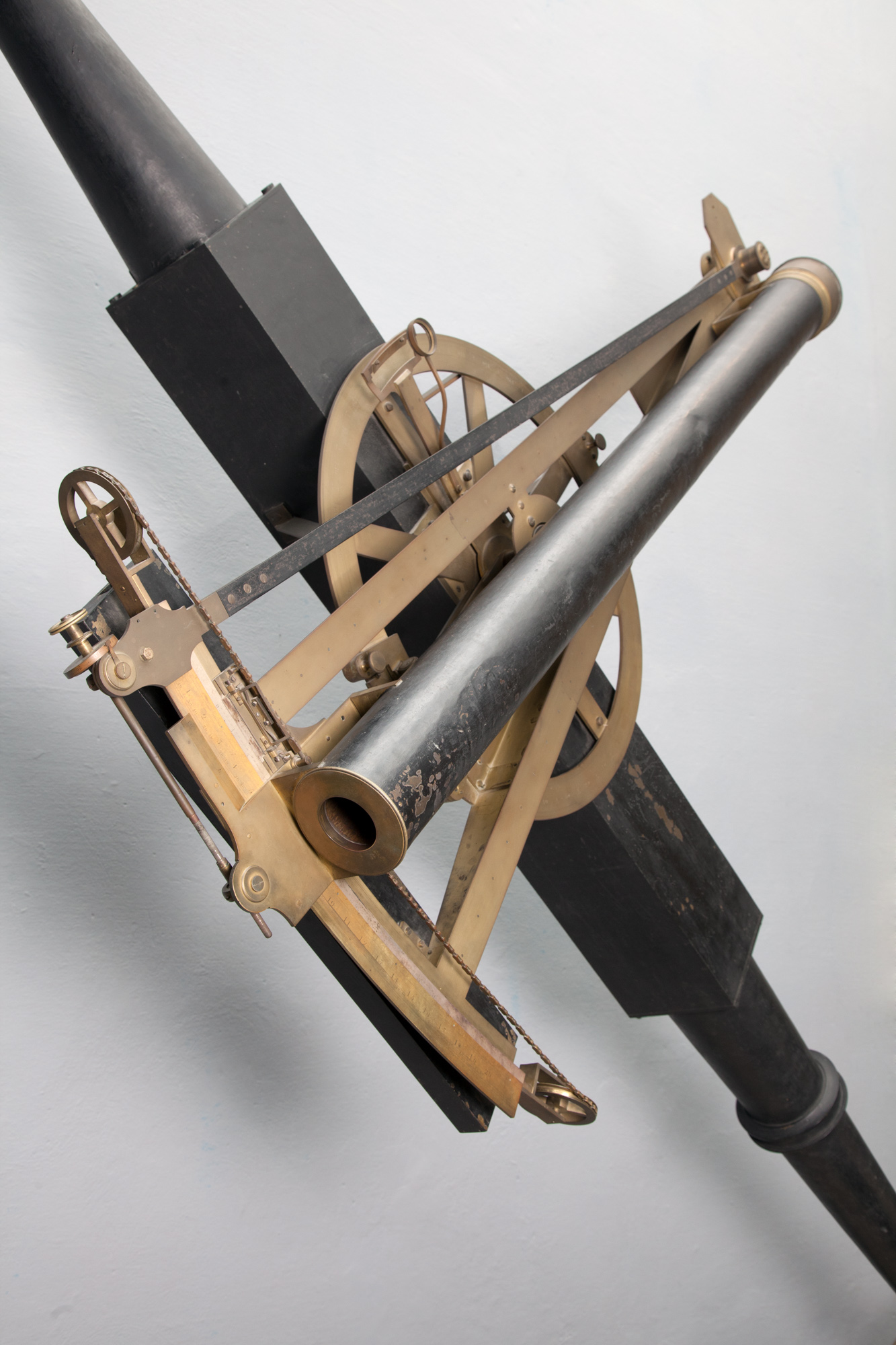
Settore equatoriale di Jeremiah Sisson. Telescopio del 1774 con cui Giovanni Virginio Schiaparelli scopre all'Osservatorio Astronomico di Brera l'asteroide denominato Esperia e, successivamente, spiega il fenomeno delle stelle cadenti.
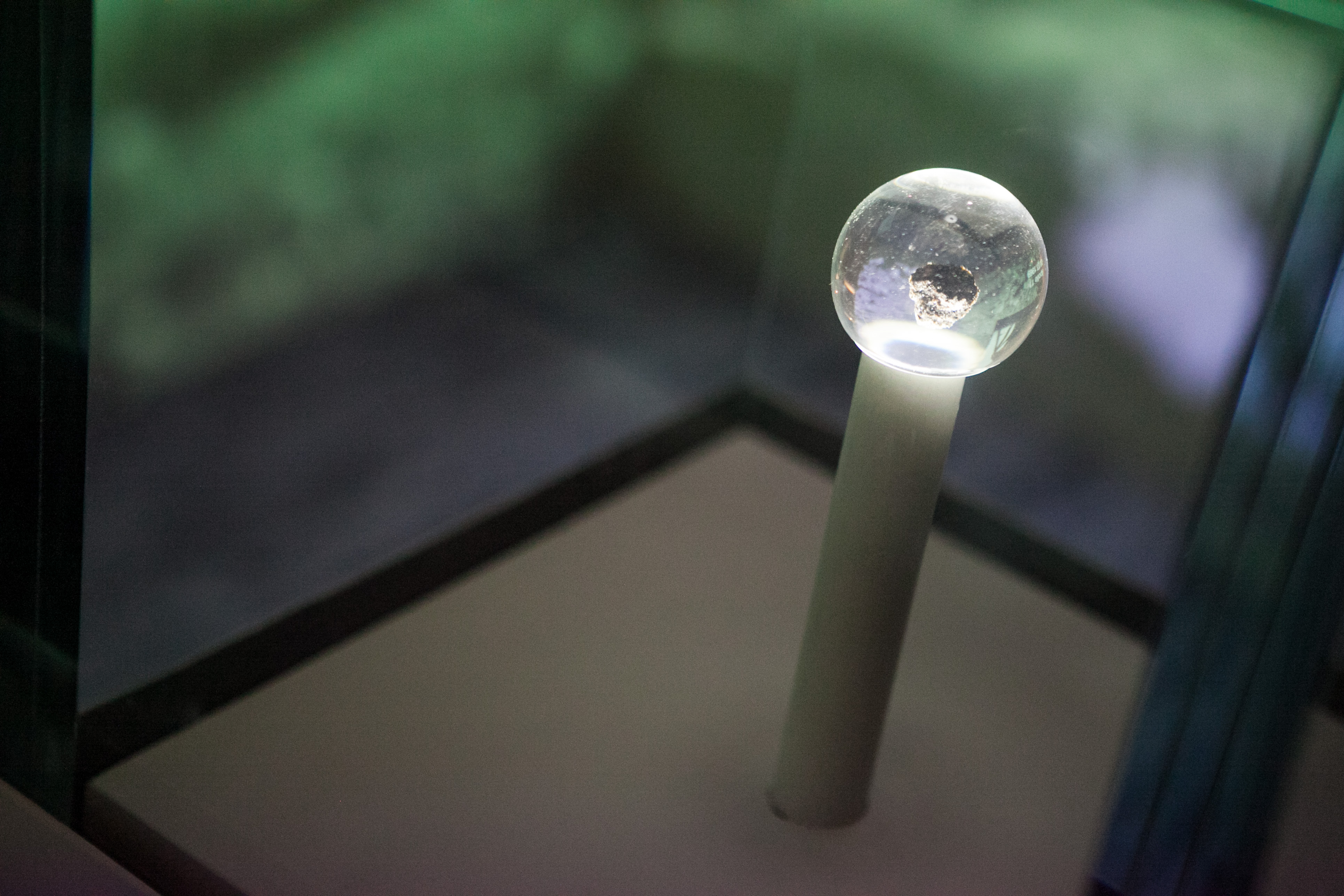
Pietra lunare. Frammento della Goodwill Rock portato sulla Terra nel 1972 dagli astronauti dell'Apollo 17, ultima missione dell'uomo sulla Luna.
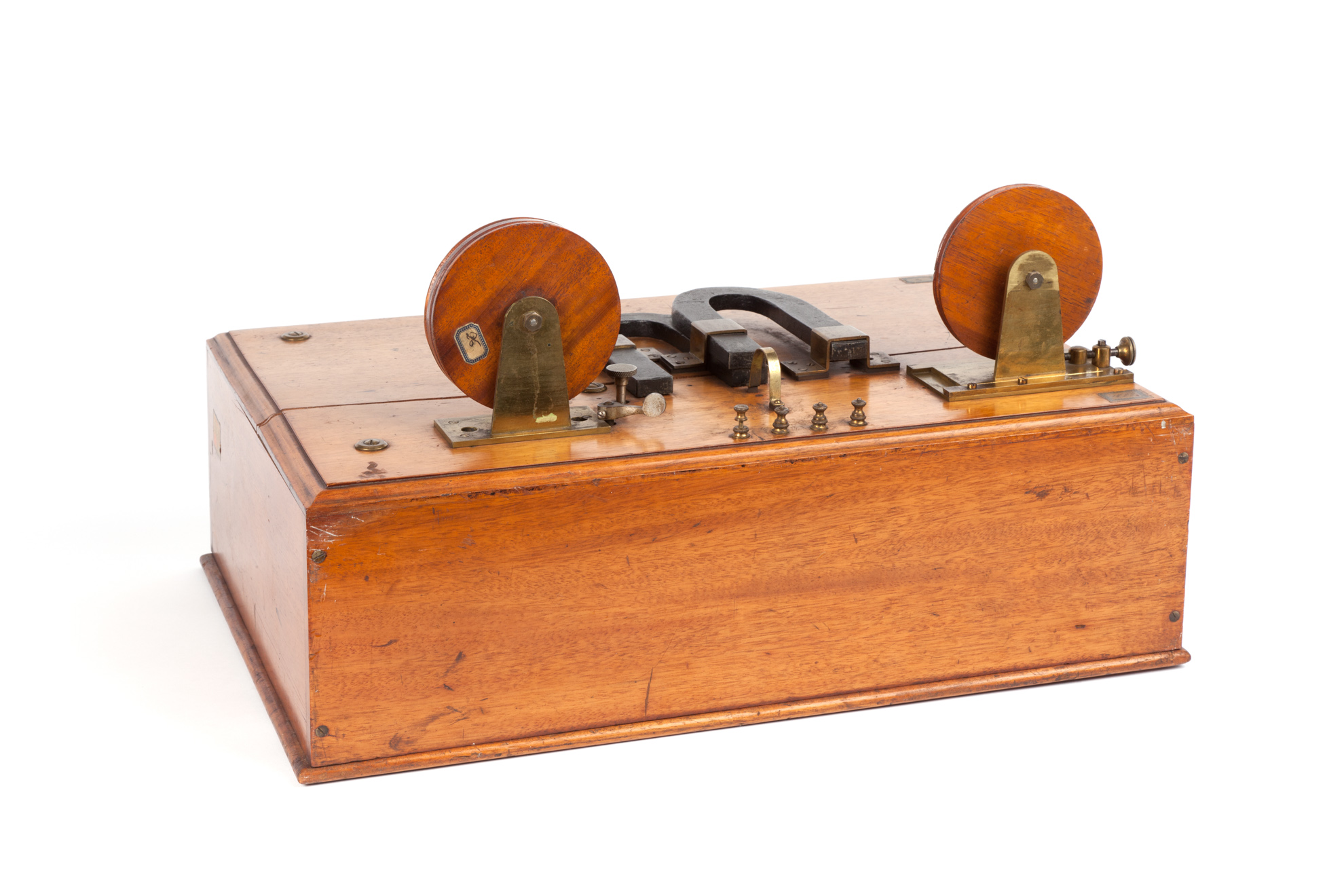
Detector magnetico di Guglielmo Marconi. Prototipo originale che Guglielmo Marconi ha usato nel 1902 a bordo dell'incrociatore Carlo Alberto per sperimentare le onde elettromagnetiche. È il primo apparato capace di ricevere onde radio anche a grandi distanze.
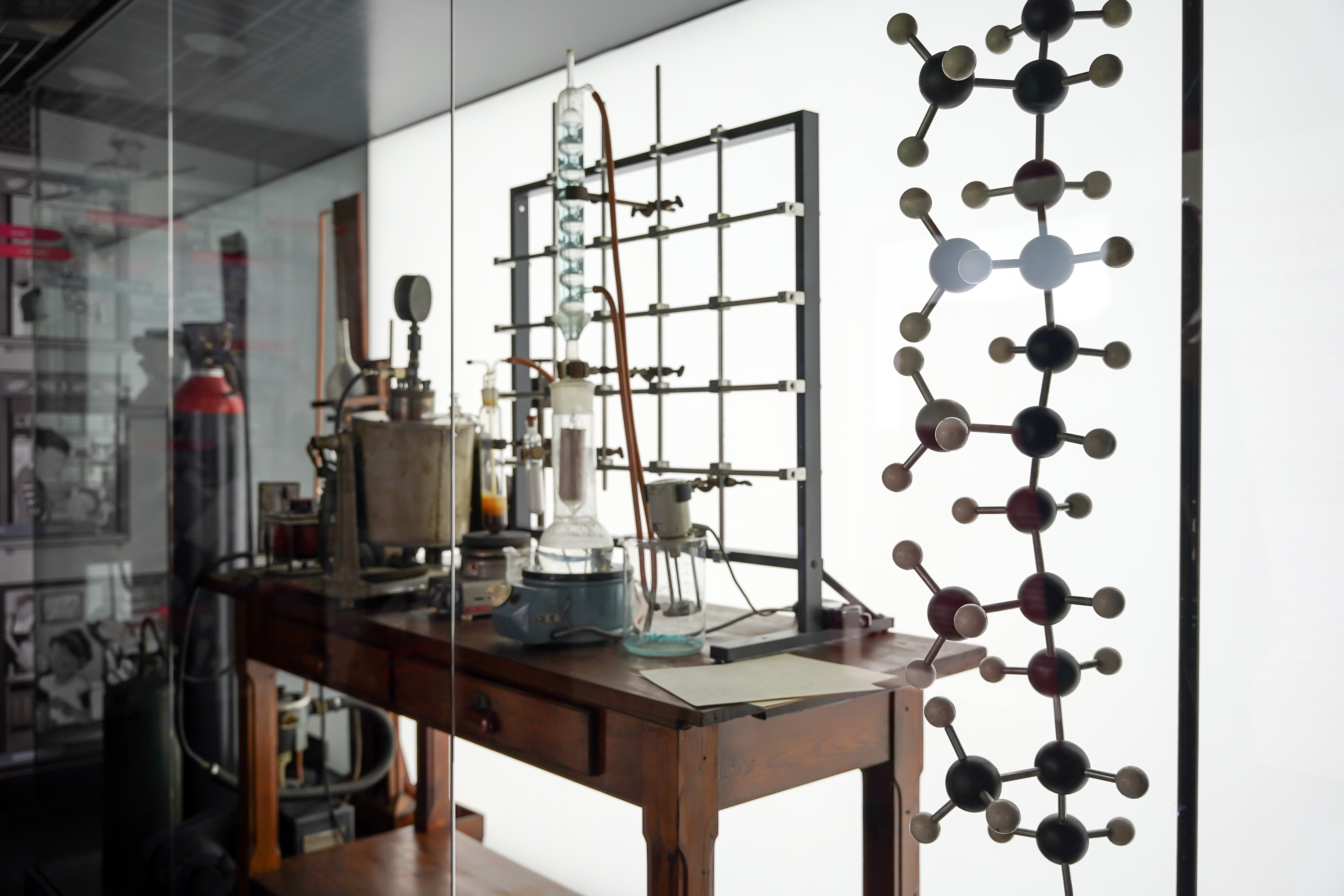
Bancone di Giulio Natta e modelli di polipropilene. La ricostruzione del tavolo di laboratorio su cui Giulio Natta ha scoperto il polipropilene isotattico (plastica). In esposizione, anche il modello di molecola grazie a cui Natta ha ricevuto il Premio Nobel per la chimica nel 1963.
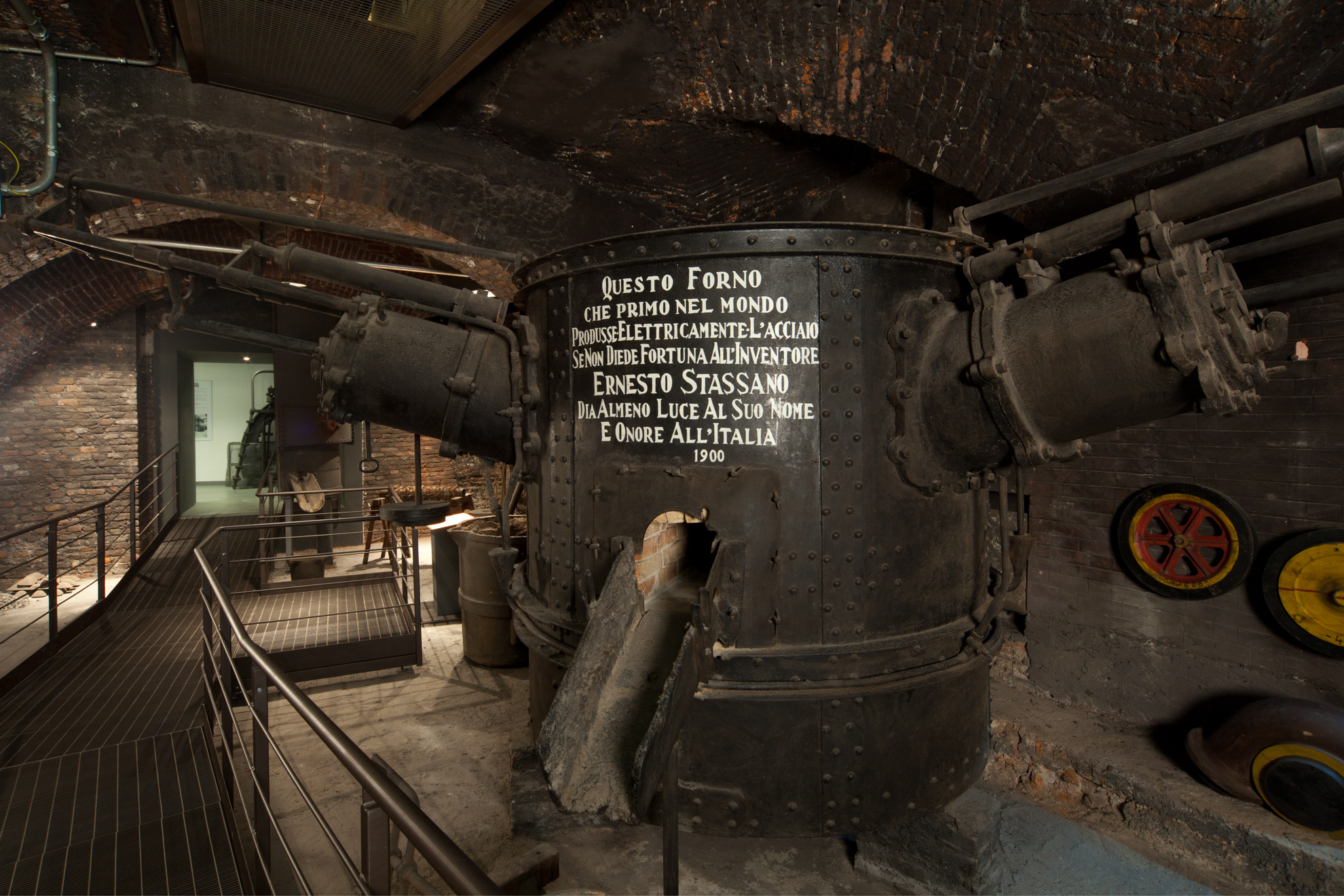
Forno Stassano. È del 1910 ed è il primo forno elettrico ad arco indiretto che trasforma energia elettrica in termica per scaldare, fondere o trasformare materiali. È capace di ottenere acciaio a partire da rottami ferrosi.
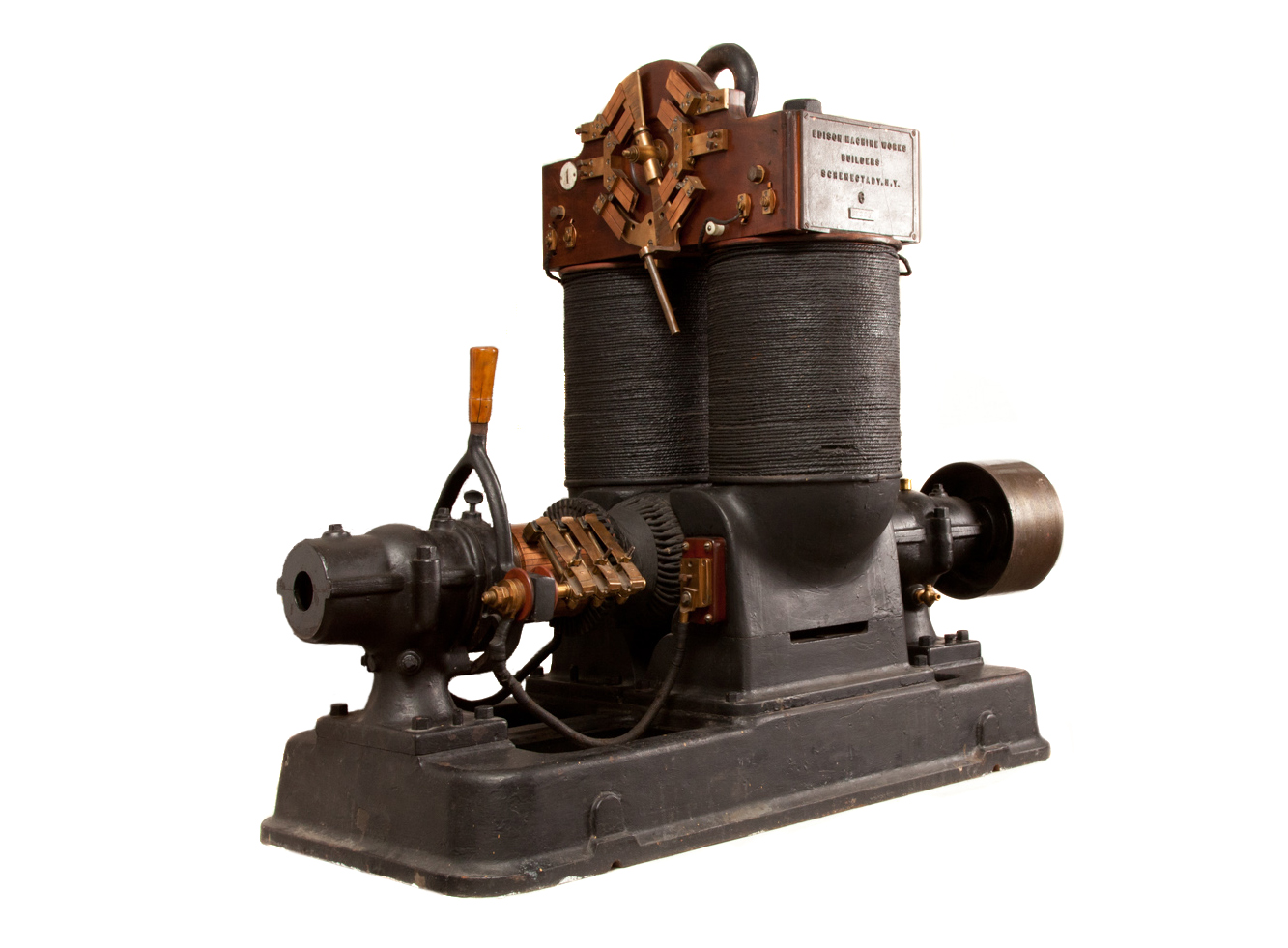
Dinamo Edison. Dispositivo degli anni 1880, utilizzato nella prima centrale termoelettrica d'Europa che illuminava Milano. La macchina è particolarmente significativa per la città perché le conferisce grande importanza nello sviluppo dell'industria elettrica italiana.
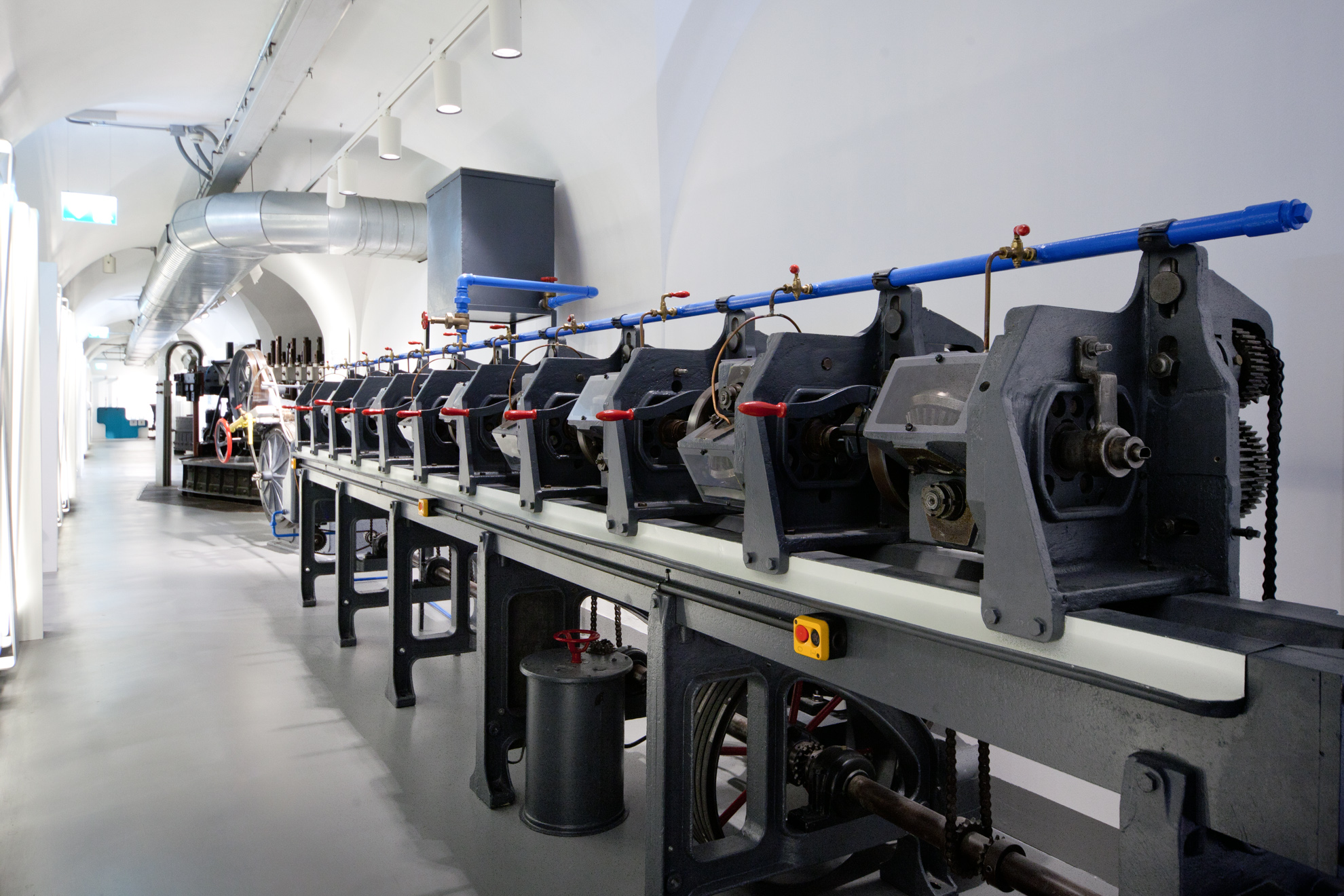
Continuus Properzi. Nato nel 1948 con Ilario Properzi, il sistema utilizza una sola macchina per realizzare in poco tempo chili di filo metallico a partire dal materiale fuso.
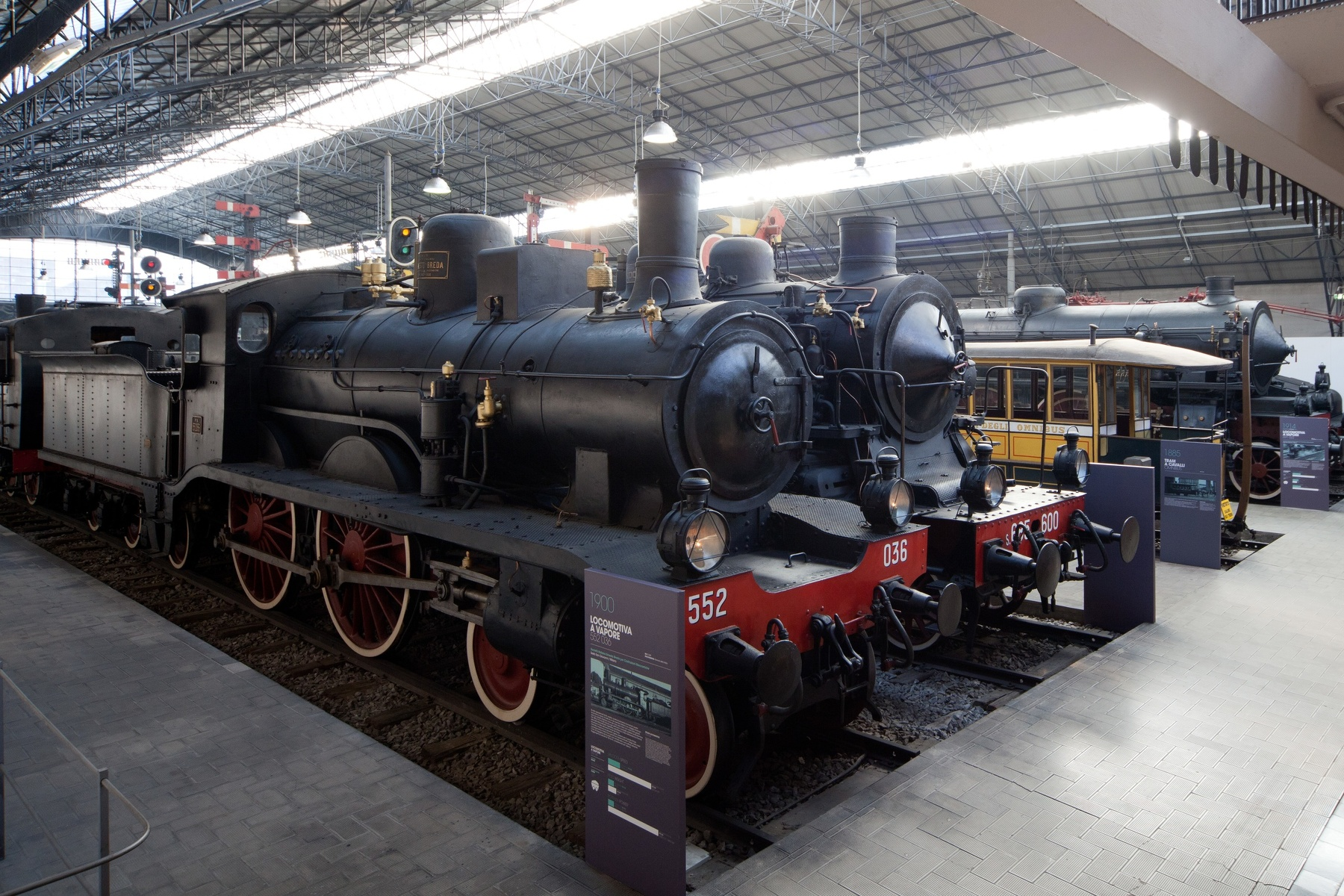
Locomotiva GR 552 036. Per la sua velocità e affidabilità, questa locomotiva viene scelta per trainare il convoglio settimanale "Valigia delle Indie" da Milano a Brindisi dopo l'apertura della Galleria del Frejus (1871).
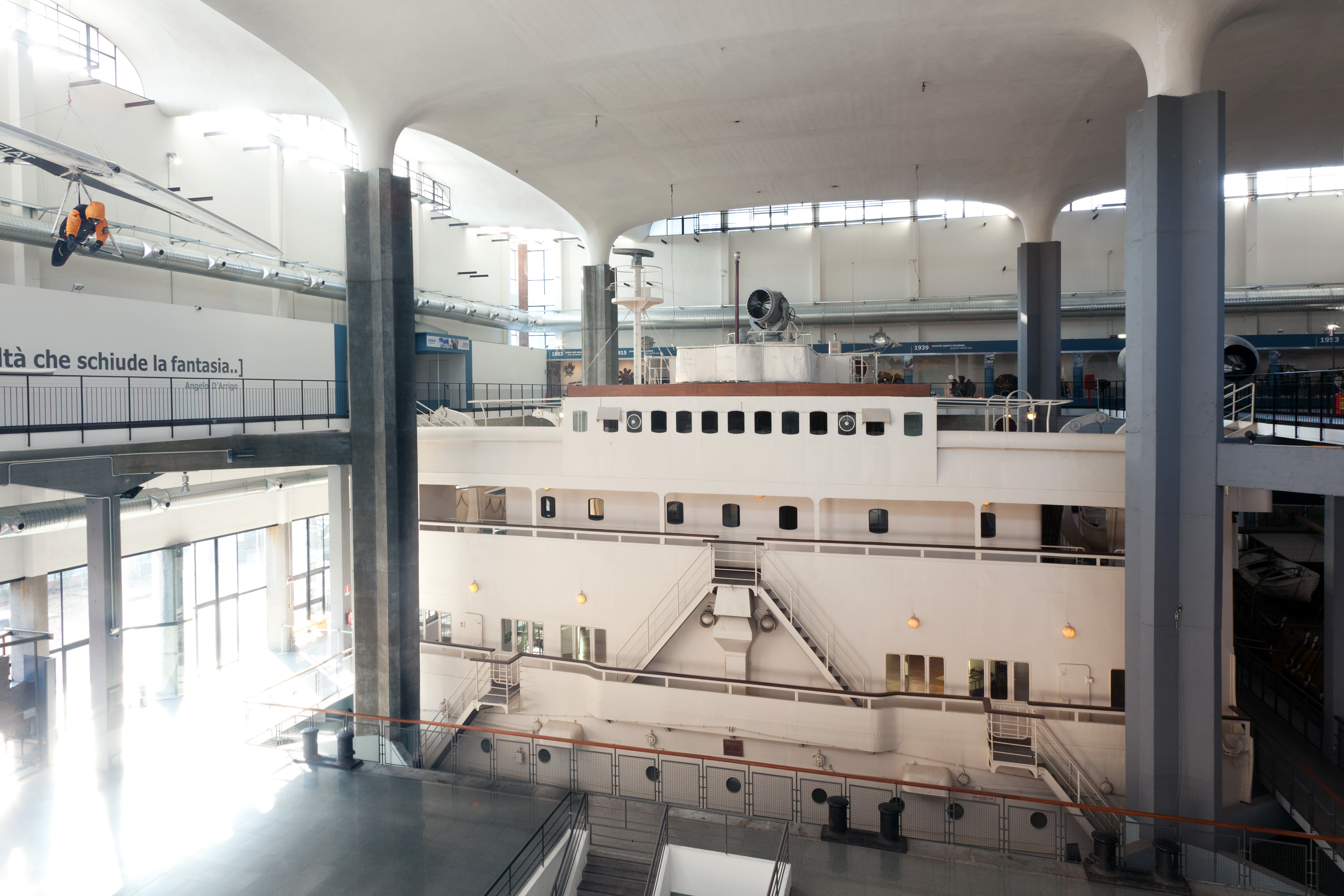
Transatlantico Conte Biancamano. Sono esposti il ponte di comando e la sala da ballo del famoso transatlantico del 1925 che compiva la rotta Genova-Napoli-New York, navigava verso il Sud America e l'Estremo Oriente e, durante la seconda guerra mondiale, trasportava l'esercito statunitense.
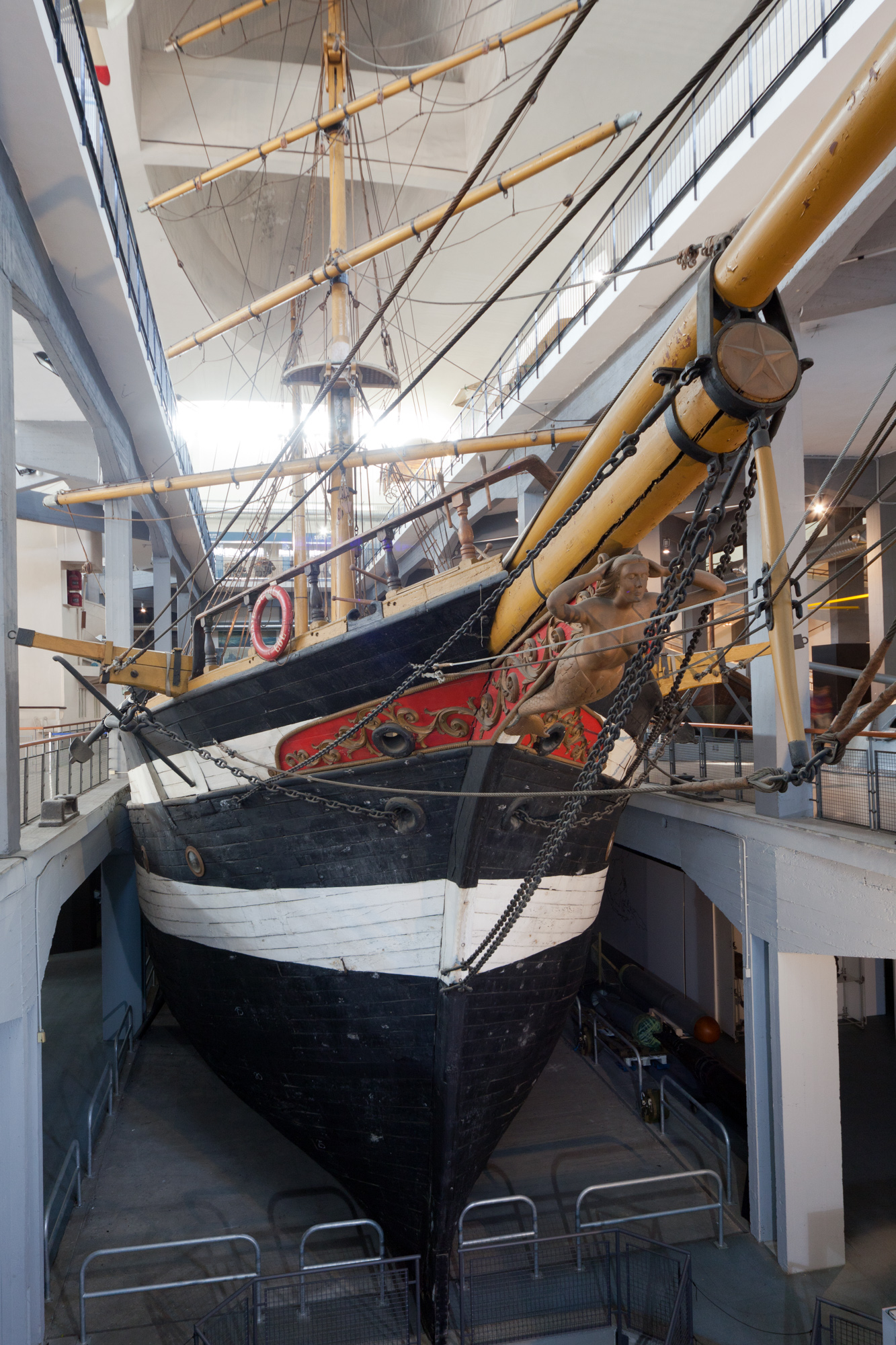
Nave scuola Ebe. Inizialmente usata per trasportare merci nel mar Mediterraneo, questa imbarcazione nasce nel 1921 e negli anni Cinquanta diventa una nave scuola per nocchieri. È esposta al Museo dall'inaugurazione del nuovo Padiglione Aeronavale (1964).
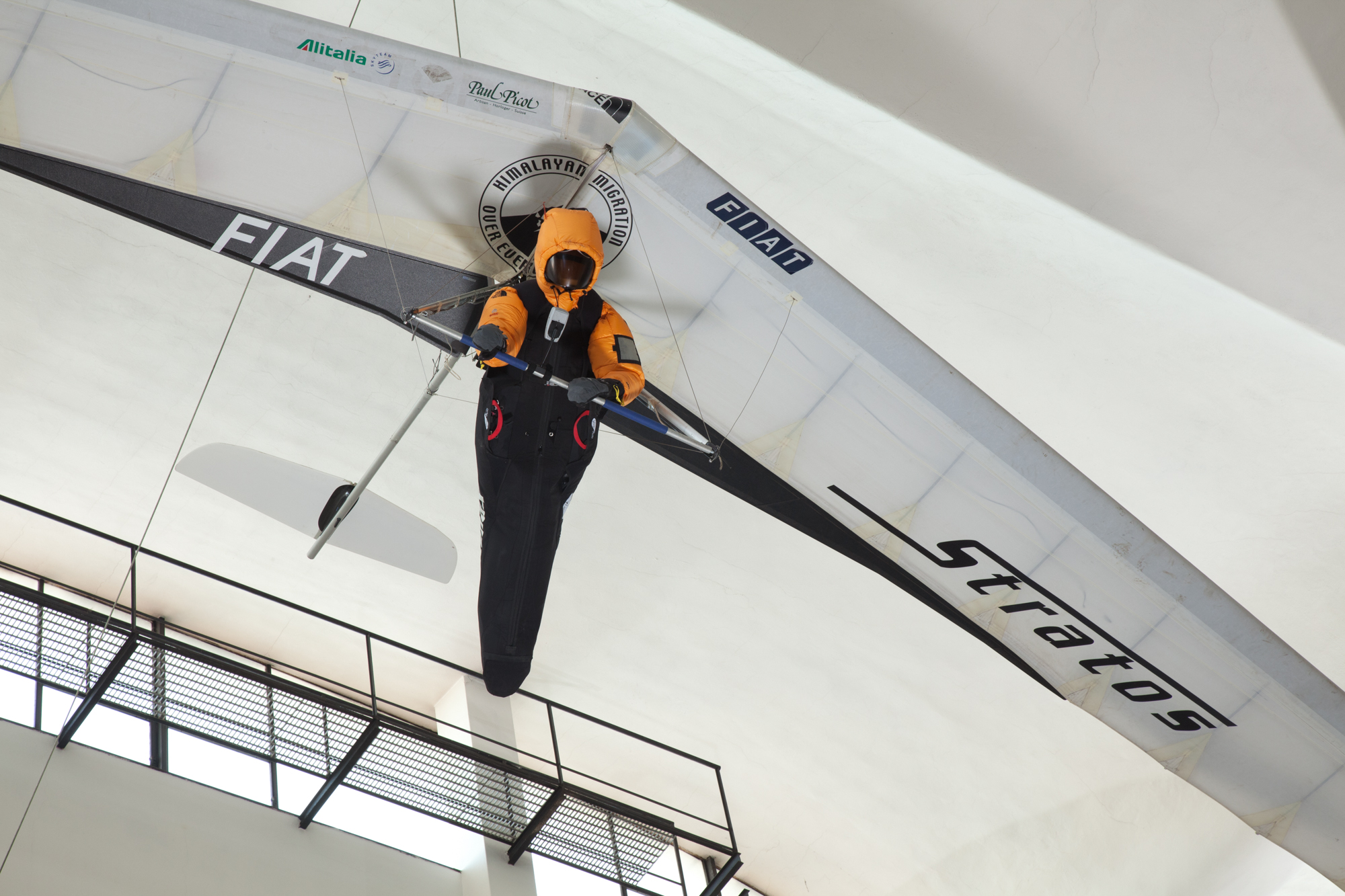
Deltaplano Stratos. Deltaplano ad ala rigida con cui Angelo D'Arrigo stabilisce il nuovo record di quota nella categoria volo a vela sorvolando l'Everest (24 maggio 2004). Con un peso di 34 chili, ha telaio in fibra di carbonio, velatura in poliestere ed ergal, lega in alluminio-zinco.
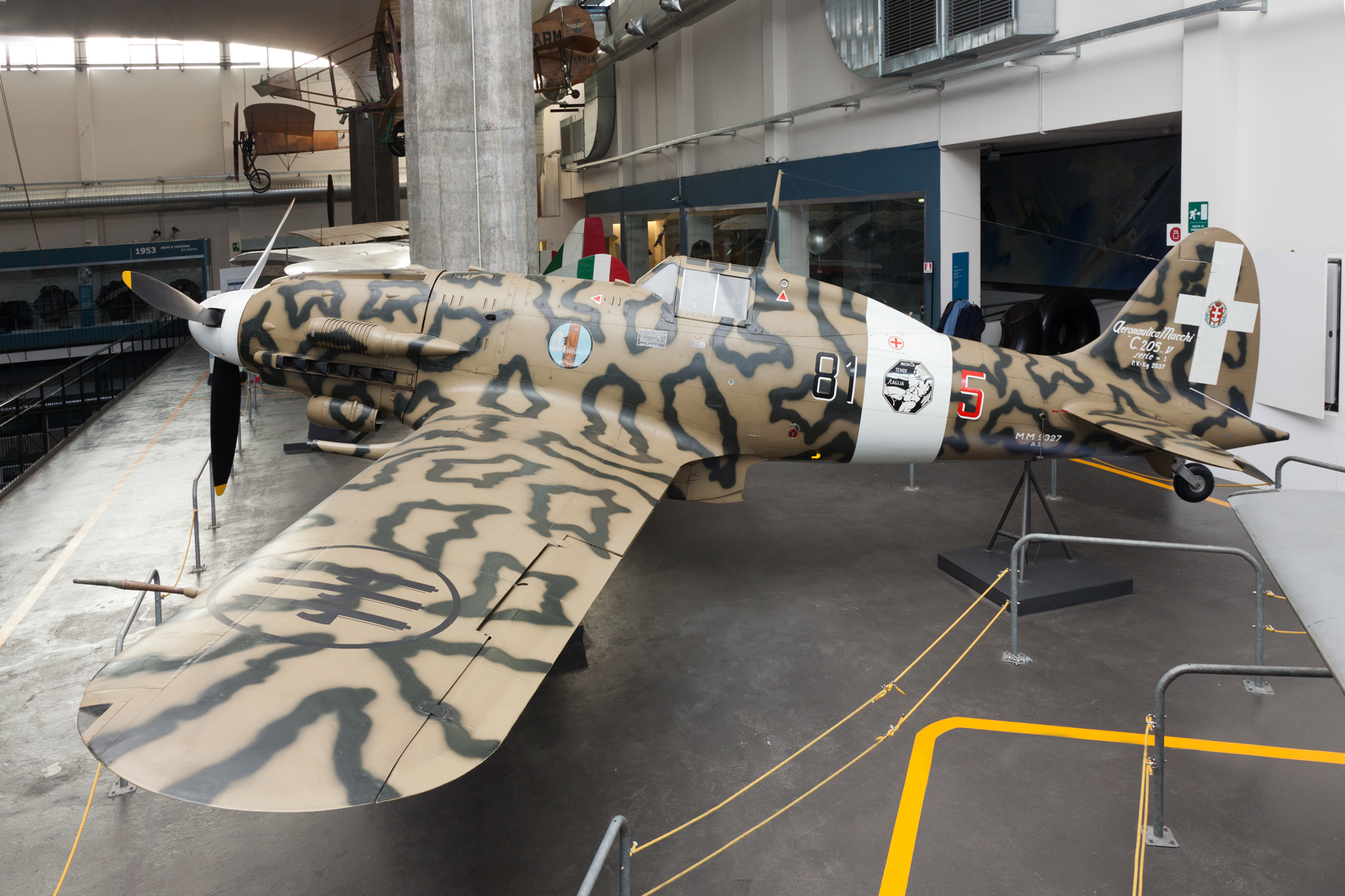
Macchi C.205V. Con i suoi 1475 cavalli, due mitragliatrici e due cannoni, questo velivolo era utilizzato durante la seconda guerra mondiale.
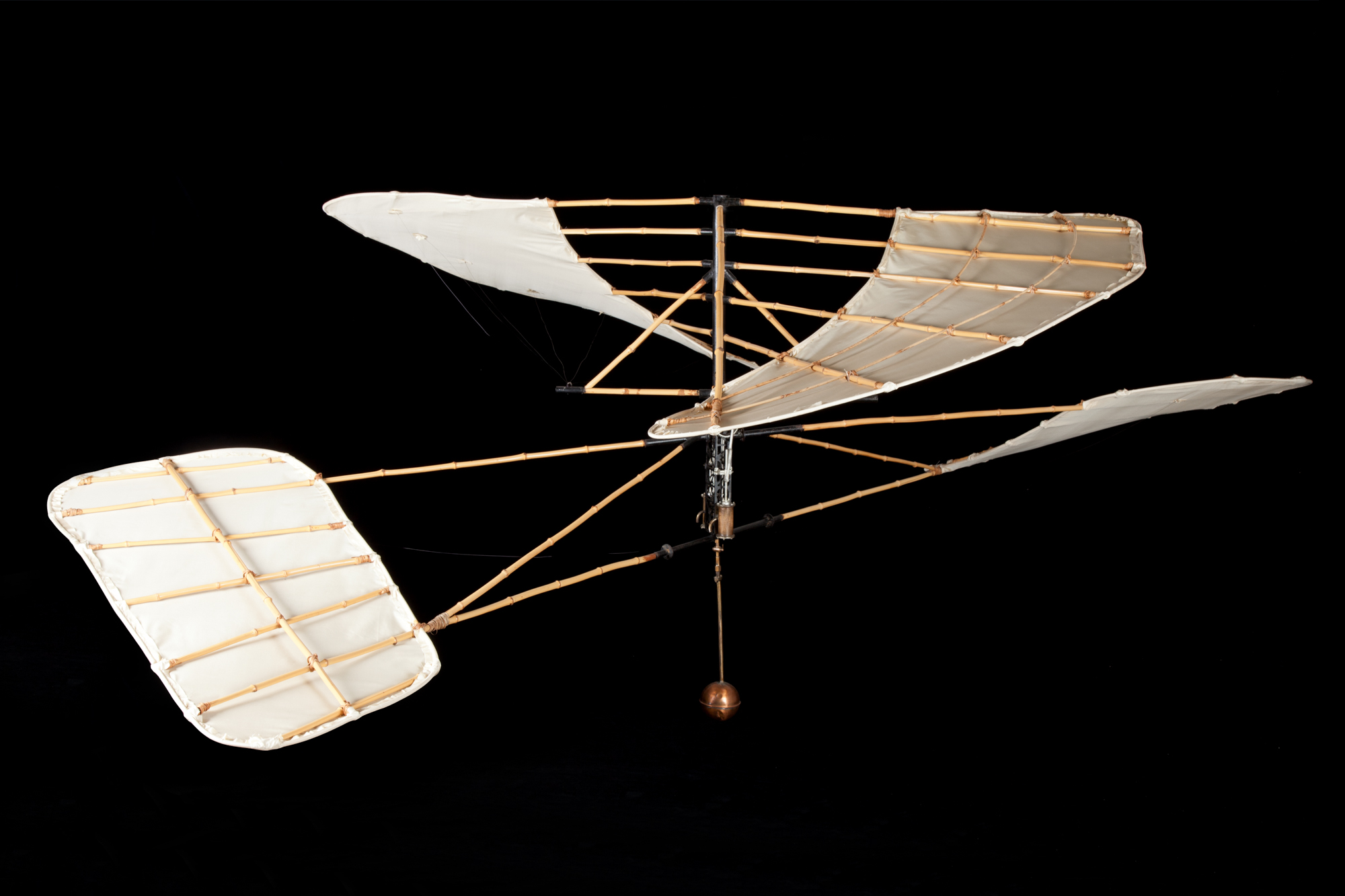
Elicottero sperimentale di Enrico Forlanini. Del 1877, è il primo oggetto in grado di sollevarsi in volo grazie a un motore costituito da una motrice a vapore e due eliche controrotanti situate sullo stesso piano.

### Esposizione astronomia e Spazio
La prima parte dell’esposizione racconta l’osservazione del cosmo dalla Terra, dove sono esposti oggetti storici fra cui l'importante collezione dell'osservatorio astronomico di Brera, quali:
- il grande telescopio rifrattore Merz - Repsold, finanziato nel 1878 dal Parlamento italiano, grazie al quale il celebre astronomo Giovanni Schiaparelli tra il 1886 e il 1890 osservò e descrisse la superficie di Marte[54]
- telescopio Settore equatoriale di Jeremiah Sisson del 1774 con cui Schiaparelli scoprì l'asteroide denominato 69 Hesperia
- il modello originale in legno fatto costruire da Ruggero Giuseppe Boscovich (1711-1787) per illustrare al rettore del Collegio dei Gesuiti di Brera il suo progetto per il nascente osservatorio astronomico.Esposizione astronomia e Spazio

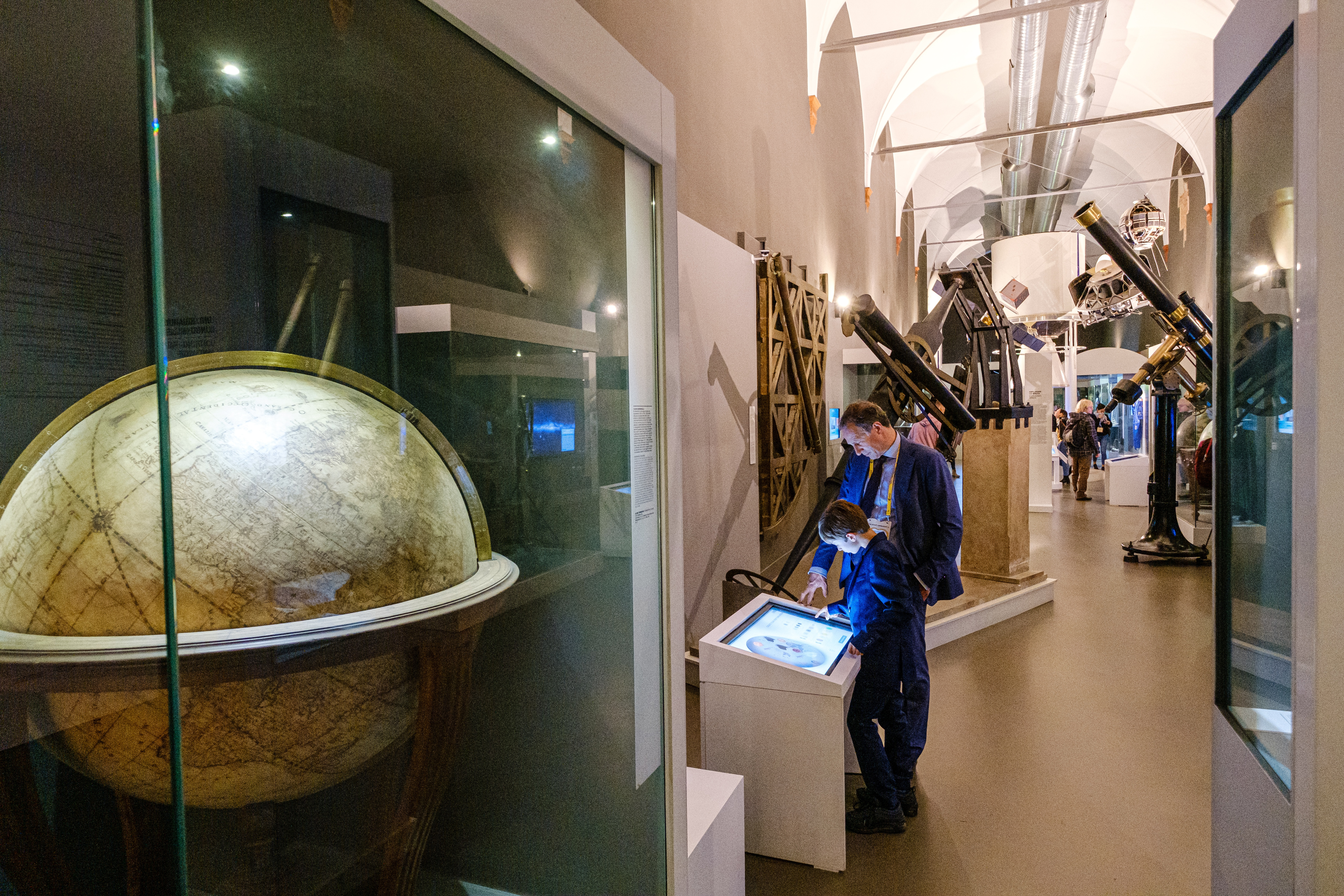
Esposizione astronomia e Spazio

- coppia di globi che rappresentano la Terra e i corpi celesti del 1688 del celebre cartografo Vincenzo Maria Coronelli
- la replica fedele di uno dei cannocchiali progettati e costruiti da Galileo Galilei
- modello in scala 1:1 del lanciatore Vega, aggiunto nel 2019.

Nella seconda parte è raccontata la conquista dello Spazio, dall'esplorazione della Luna testimoniata dal frammento del satellite terrestre raccolto dal comandante dell'Apollo 17, Eugene Cernan, nel dicembre 1972, e donato all'Italia nel 1973 dal presidente statunitense Richard Nixon, fino all'attività della Stazione spaziale internazionale.

### Padiglione aeronavale

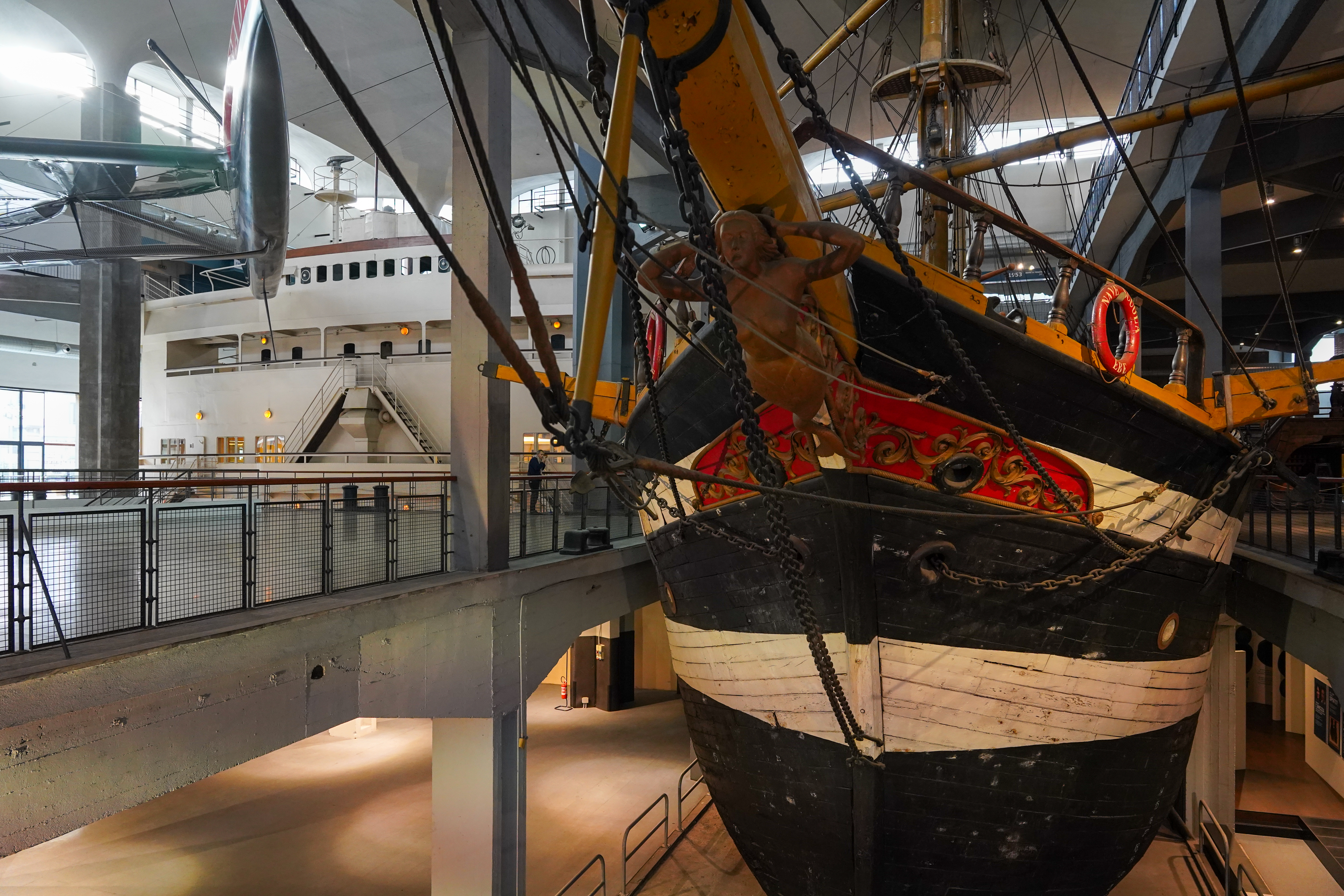
Padiglione aeronavale, con la nave scuola Ebe

In questo capannone dall'architettura moderna è presentato il tema della navigazione, sia su mare che nei cieli, sia civile sia militare. Sono infatti presenti cimeli di antiche navi da guerra e alcuni mezzi di assalto marittimi ed aerei impiegati nei due conflitti mondiali.
Nella collezione spiccano alcuni pezzi prestigiosi.
In campo aeronautico,
- replica di un Farman III, aereo civile monomotore biplano progettato e costruito dal pioniere dell'aviazione francese Henry Farman nel 1909
- Nieuport-Macchi Ni.10, monomotore e biplano utilizzato nel corso della prima guerra mondiale.
- uno dei tre soli esemplari sopravvissuti del caccia Macchi C.205V Veltro impiegato durante la seconda guerra mondiale, l'unico riportato in condizioni di volo nel 1981.
- Il Breda Ba.15, aereo da turismo monomotore, biposto monoplano ad ala alta sviluppato dalla Società Italiana Ernesto Breda nei tardi anni venti, esemplare usato dall'aviatrice Gaby Angelini per il suo raid europeo del 1932.
- L'elicottero sperimentale di Enrico Forlanini, aeromobile costituito da una motrice a vapore e da due eliche ad asse verticale controrotanti, in tela e bambù,  considerato il primo mezzo motorizzato più pesante dell'aria a essersi alzato in volo nel 1877.

In campo navale:
- la nave scuola Ebe, impiegata dalla Marina militare italiana e da questa donata al museo. Si tratta di un veliero in legno, varato nel 1921.
- una sezione del transatlantico Conte Biancamano comprendente il ponte di comando, alcune cabine di prima classe e la sala delle feste.
- siluro a lenta corsa, conosciuto anche come "maiale", o sommergibile tascabile.

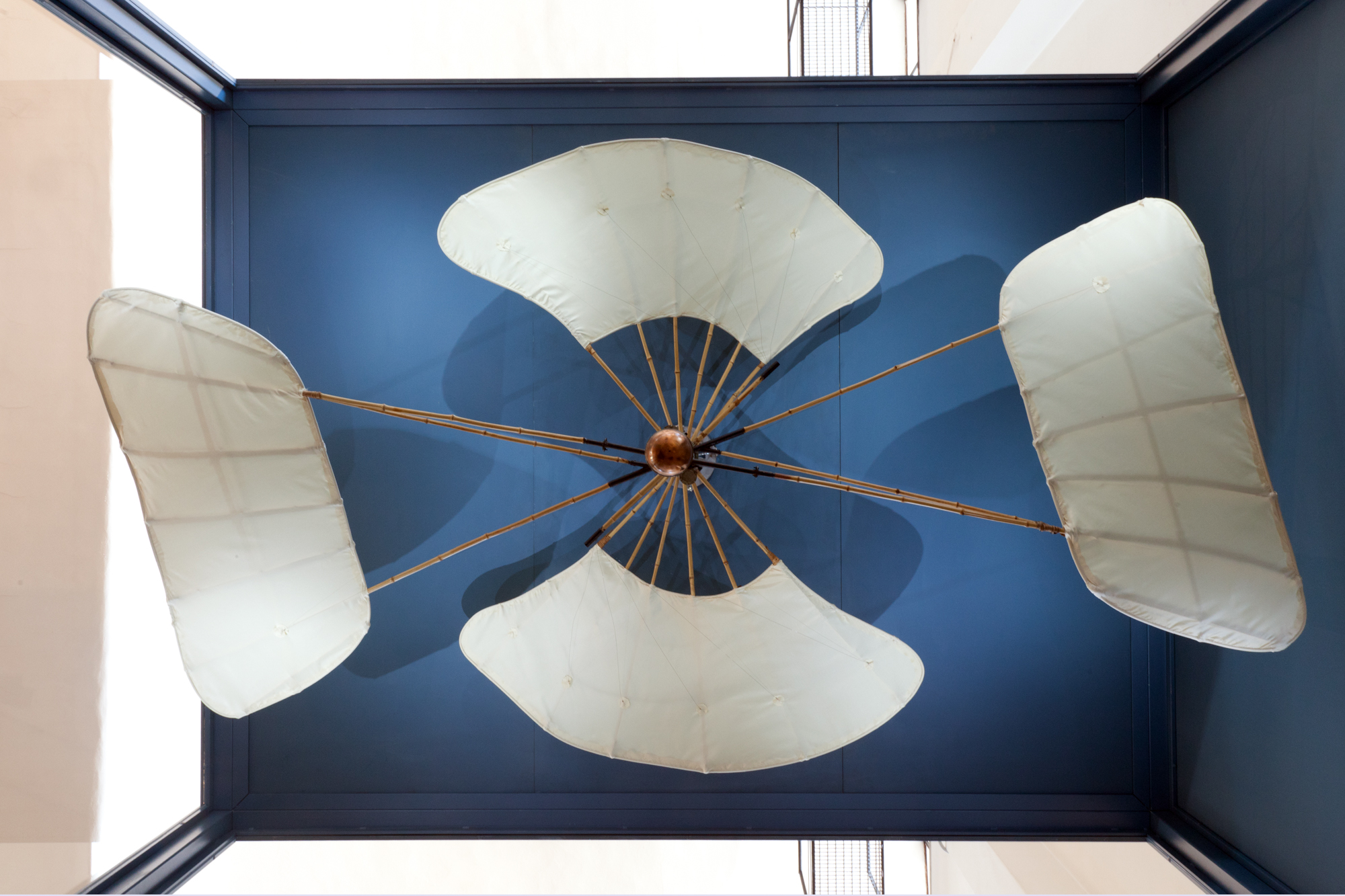
Elicottero sperimentale di Enrico Forlanini del 1877
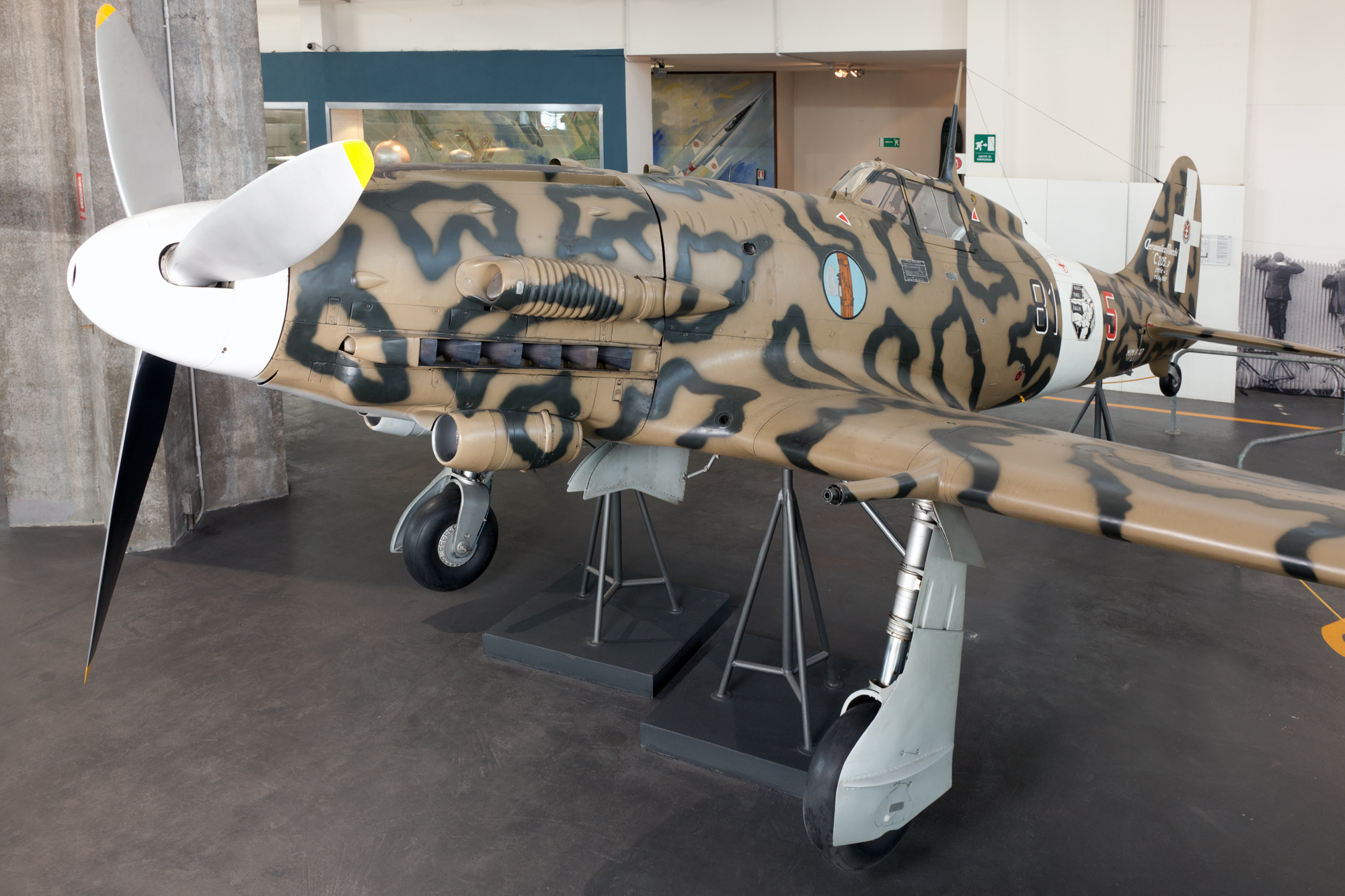
Macchi C.205V
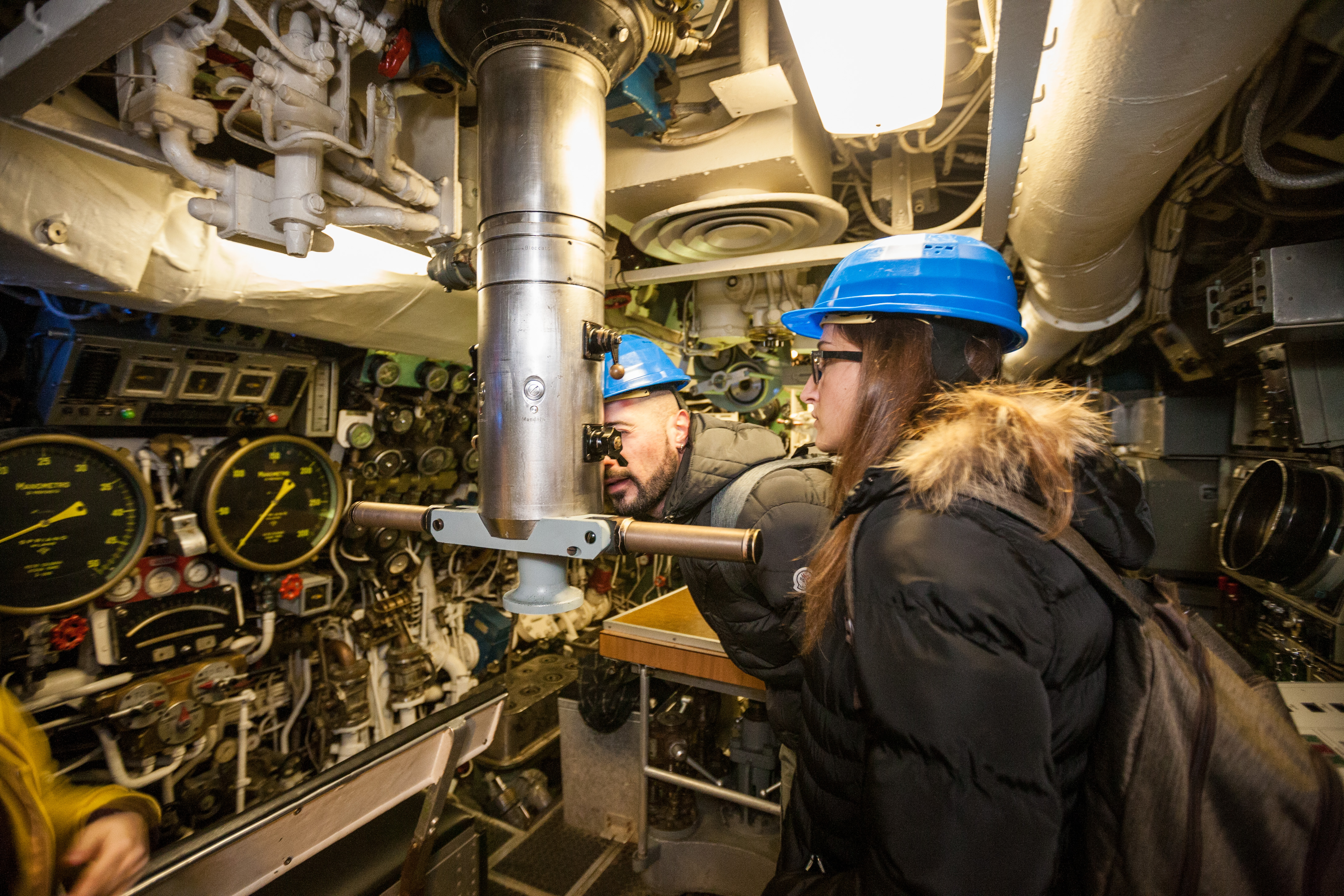
Interno del sottomarino Enrico Toti
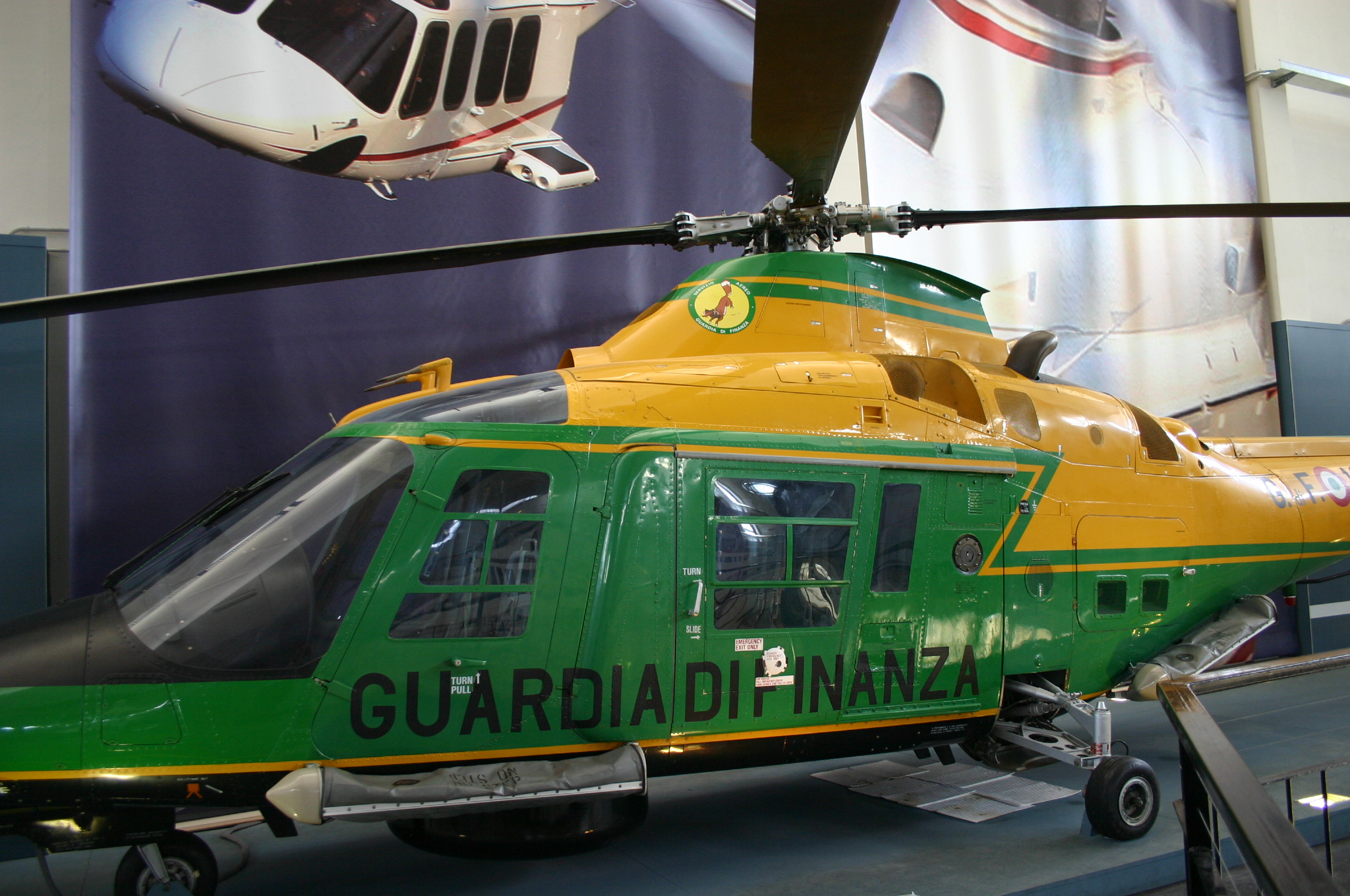
Elicottero Agusta A109 della Guardia di Finanza

### Padiglione ferroviario

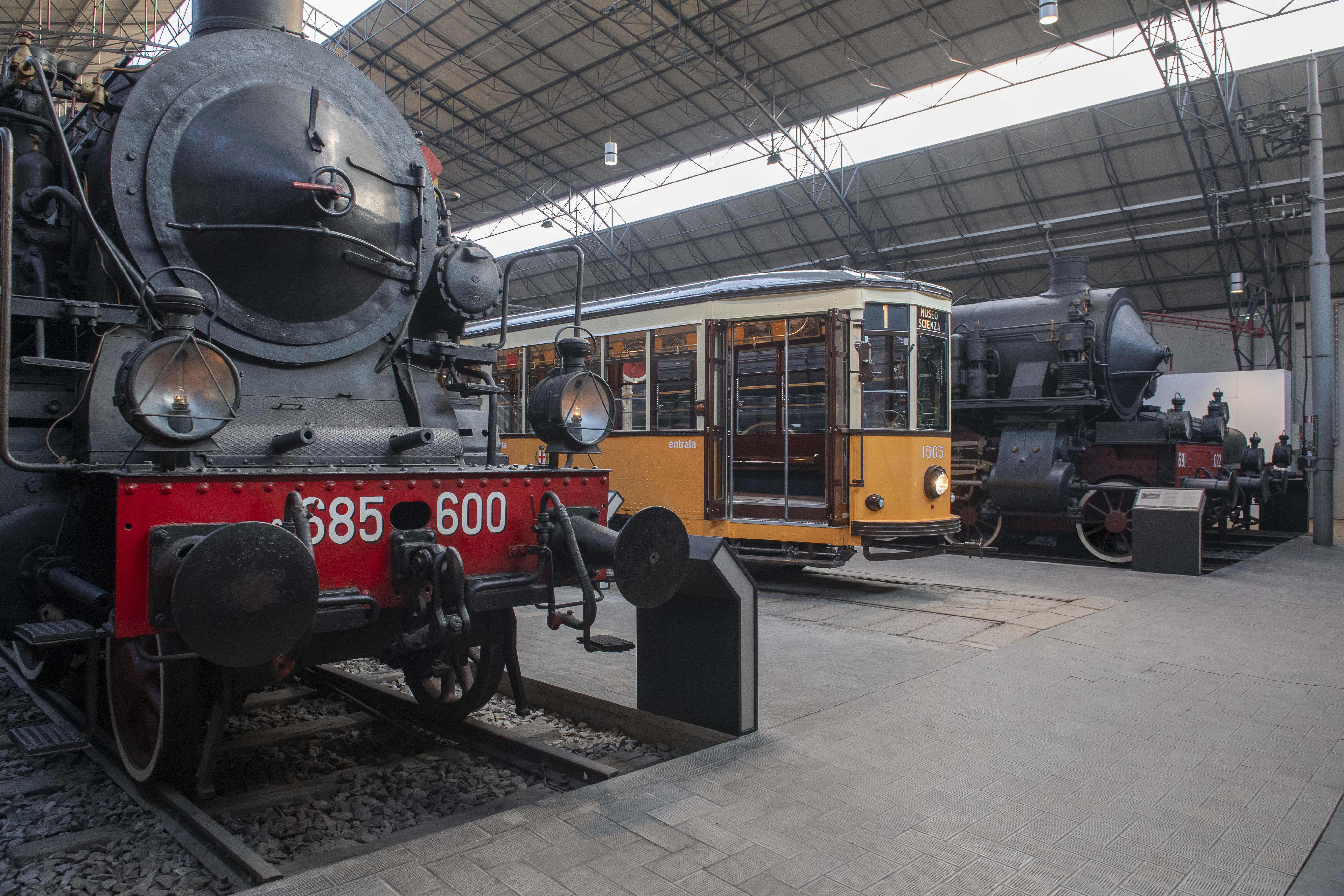
Il padiglione ferroviario

Il padiglione ferroviario costituisce un'importante sezione del museo. Esso è realisticamente allestito come una vera stazione ferroviaria, completa dei rumori caratteristici, con binari, banchine e segnali ferroviari. All'interno del padiglione, sono conservati numerosi pezzi originali, molti dei quali provenienti dalla collezione del Museo delle Ferrovie dello Stato già nella Stazione Termini di Roma.
L'allestimento comprende locomotive a vapore, elettriche, tra cui la Locomotiva FS E.330, e Diesel nazionali e straniere.
- Omnibus a cavalli, della Società Anonima degli Omnibus di Milano, del 1885
- tram a vapore "Gamba de legn", modello in uso sulle linee lombarde dal 1878 al 1958
- Locomotiva FNM 250, costruita per la Società per la Ferrovia Novara-Seregno (FNS) nel 1915 dalla Costruzioni Meccaniche di Saronno
- Locomotiva FS 470 a vapore in servizio dai primi anni del Novecento, prevista soprattutto per il traino di treni pesanti sulle linee di valico
- Locomotiva FS 552 costruita attorno al nel 1890 per la SFM, Società Italiana per le strade ferrate meridionali, fu in servizio per i treni più importanti come i diretti e i direttissimi e alla testa di prestigiosi treni come la Valigia delle Indie
- Locomotiva FS 685, millesima locomotiva costruita dalla 80C. Ernesto Breda nel 1908[55]
- Locomotiva FS 691; Una locomotiva del gruppo 691 detiene il record italiano di velocità per locomotive a vapore, con 150 km/h
- Locomotiva FS 746, locomotiva a vapore delle Ferrovie dello Stato costruita nel 1926
- Locomotiva FS 835, locomotive-tender a vapore delle Ferrovie dello Stato italiane adibite al servizio di manovra
- Locomotiva FS 880, ideate per l'utilizzo su linee secondarie, passando dal vapore saturo a quello surriscaldato
- Locomotiva FS 940, costruite negli anni venti per i servizi gravosi sulle linee appenniniche dell'Italia centrale
- Locomotiva FS R.301, locomotiva a vapore a scartamento ridotto per servizio passeggeri e merci che ha prestato servizio sulle linee a scartamento ridotto della Sicilia e delle ex colonie, eritrea e libica
- Locomotiva FS E.321 (a terza rotaia) del 1923
- Locomotiva FS E.430, motrice alimentata a corrente trifase in esercizio sulle linee ferroviarie della Valtellina, realizzata dalle Officine di costruzioni ferroviarie ungheresi nel 1900
- Locomotiva FS P7
- Locomotiva FS E.330, costruite dal 1914 nello stabilimento di Vado Ligure dalla Società Italiana Westinghouse
- Locomotiva FS E.550, soprannominato "mulo dei Giovi", nell'ambito dell'elettrificazione, decisa nel 1905, della importantissima linea di valico dei Giovi che collegava Genova per il servizio sia merci che viaggiatori
- Tram Carrelli Milano 1928, matricola n. 1565, collocato sulle rotaie e sulla tipica pavimentazione a massello in pietra che caratterizza i suoi percorsi urbani[56]
- l'esposizione Oltrepassare, che racconta le infrastrutture concepite per oltrepassare montagne, fiumi e traffico, su scala locale e internazionale[57]

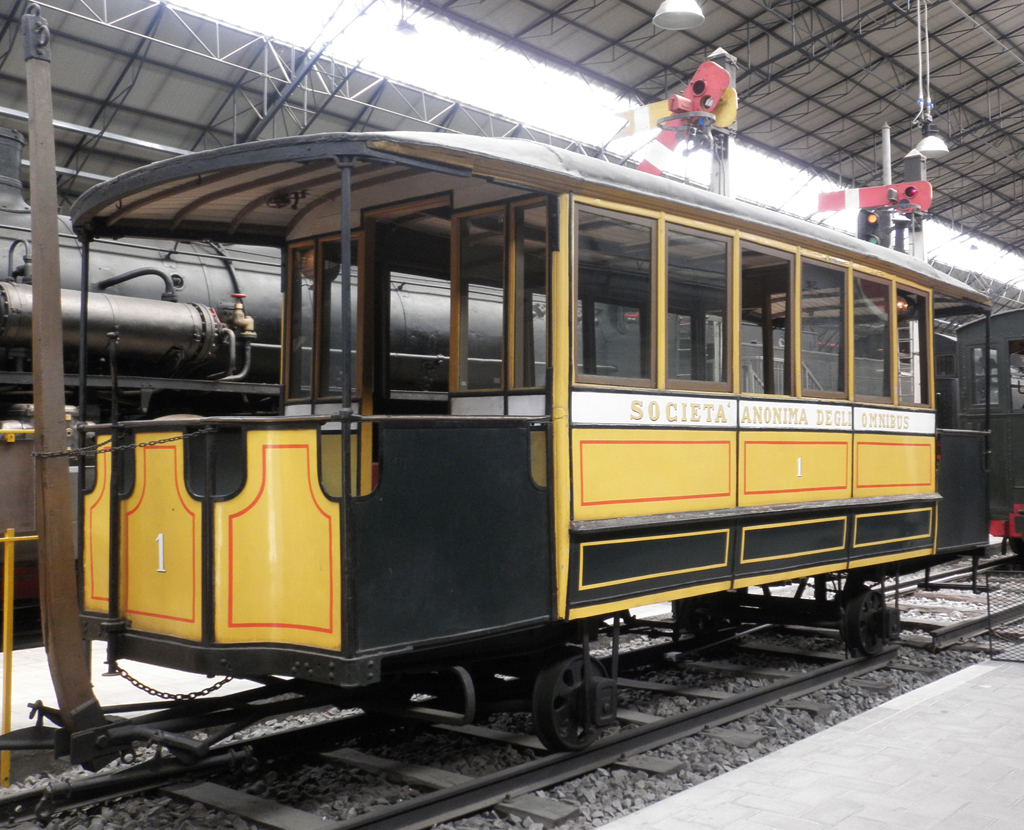
Omnibus a cavalli
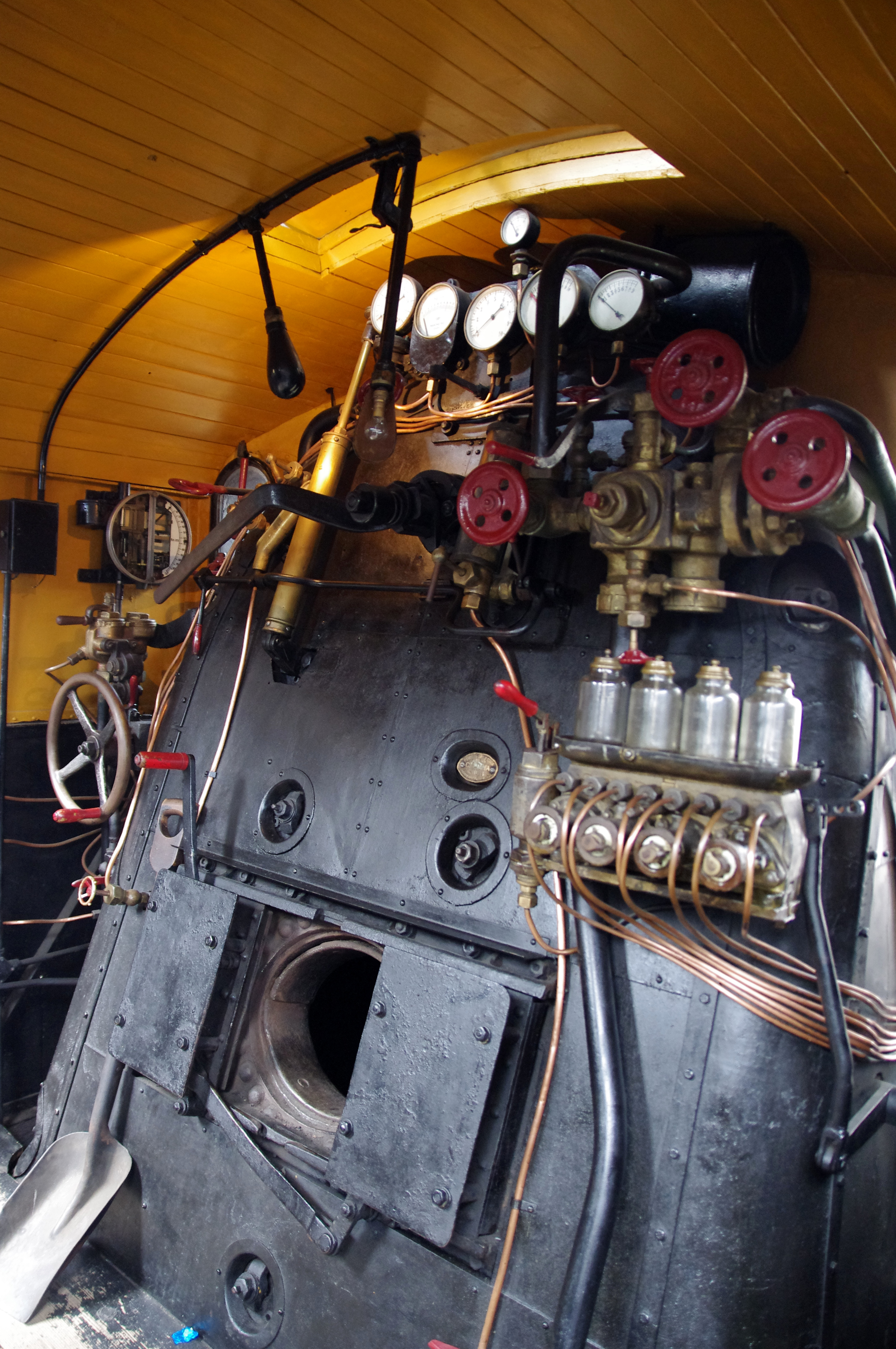
Cabina di guida della locomotiva a vapore FS 691.022
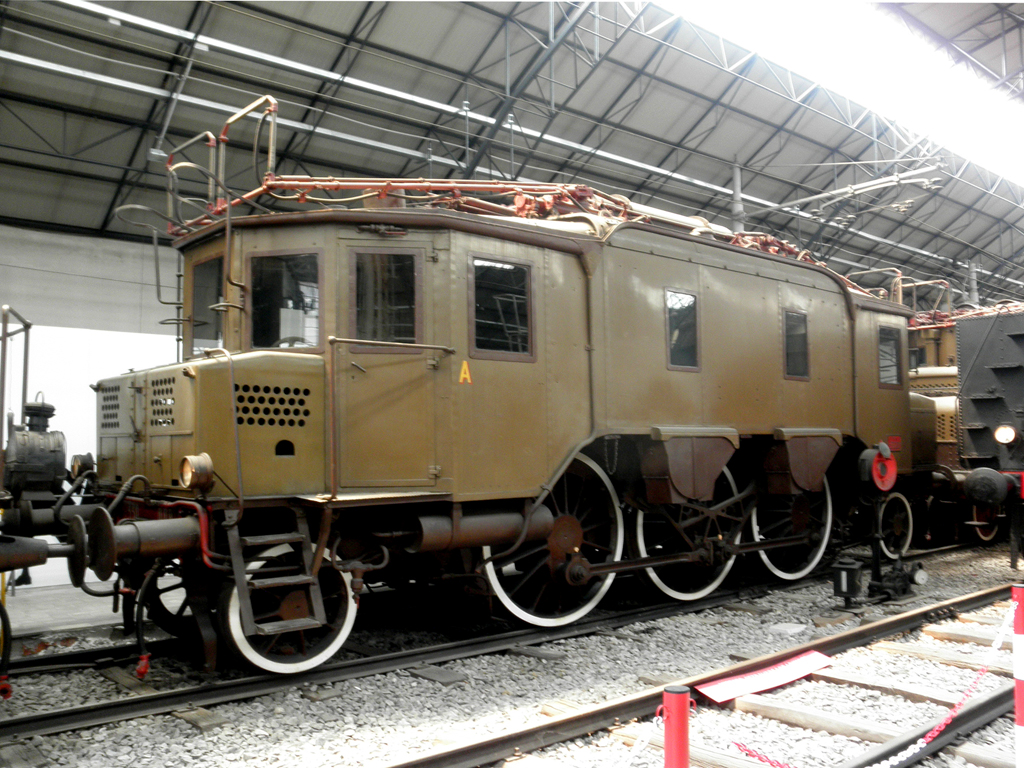
Locomotiva FS E.330

### Collezioni di studio

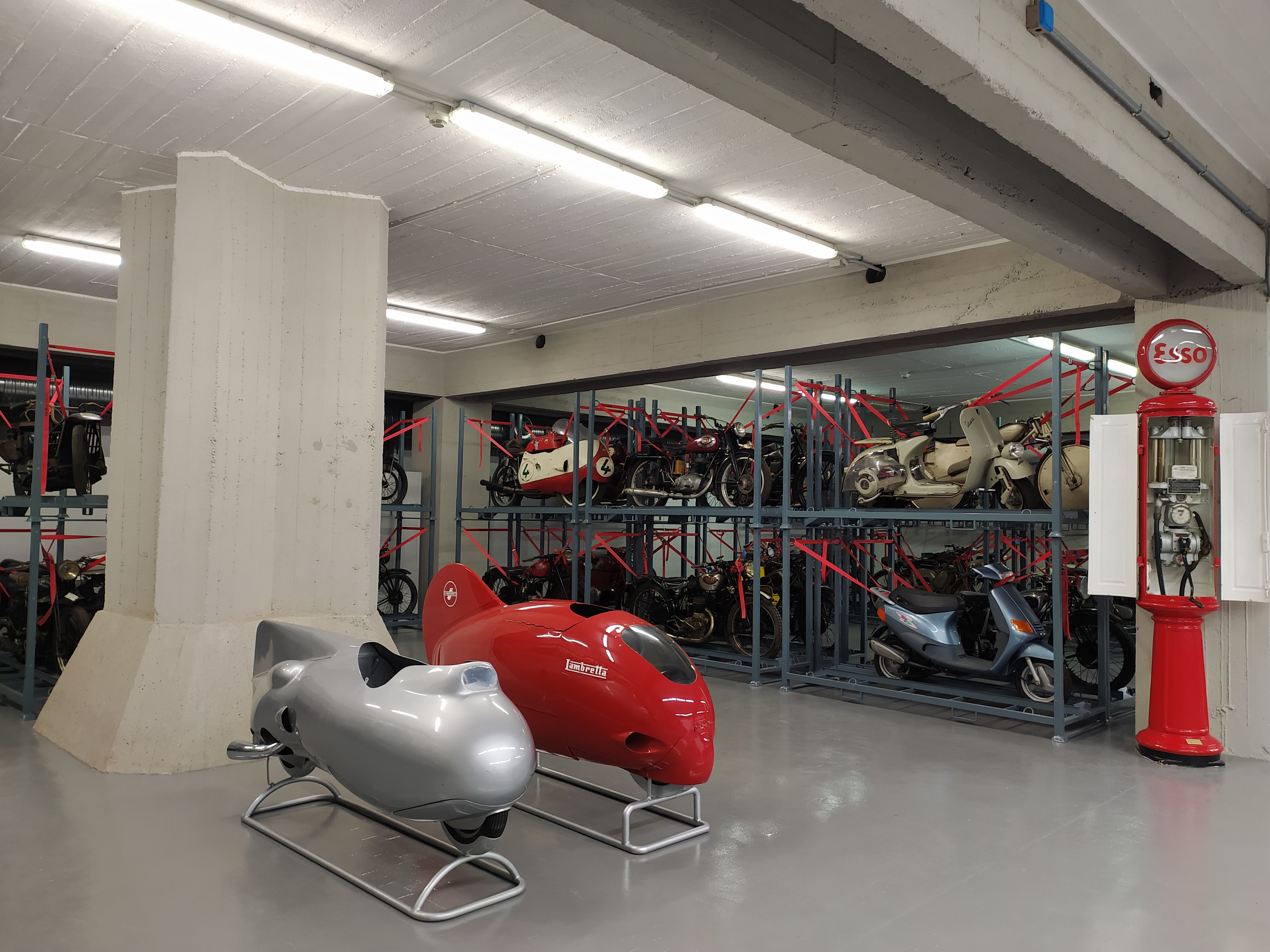
Una parte delle collezioni di studio, dedicata ai motocicli

Alcune aree dei depositi del Museo, denominate "Collezioni di studio", sono visitabili tramite visite guidate organizzate. Tra gli oggetti conservati si segnalano la Tenda Rossa del 1928, svariate biciclette antiche (dalla fine del XIX secolo) e motociclette, la Vespa Piaggio e la Lambretta Innocenti "siluro" costruite nel 1951 per il record di velocità, distributori di benzina antichi in prestito dal Museo Fisogni, parte della collezione di Antonio Ferramini relativa al cucito (la restante parte è esposta al Museo del tessile di Busto Arsizio) e svariati oggetti non esposti nelle altre sezioni, inerenti i settori più diversi, dal cinema all'attività tessile, dalla nautica alla tecnologia.

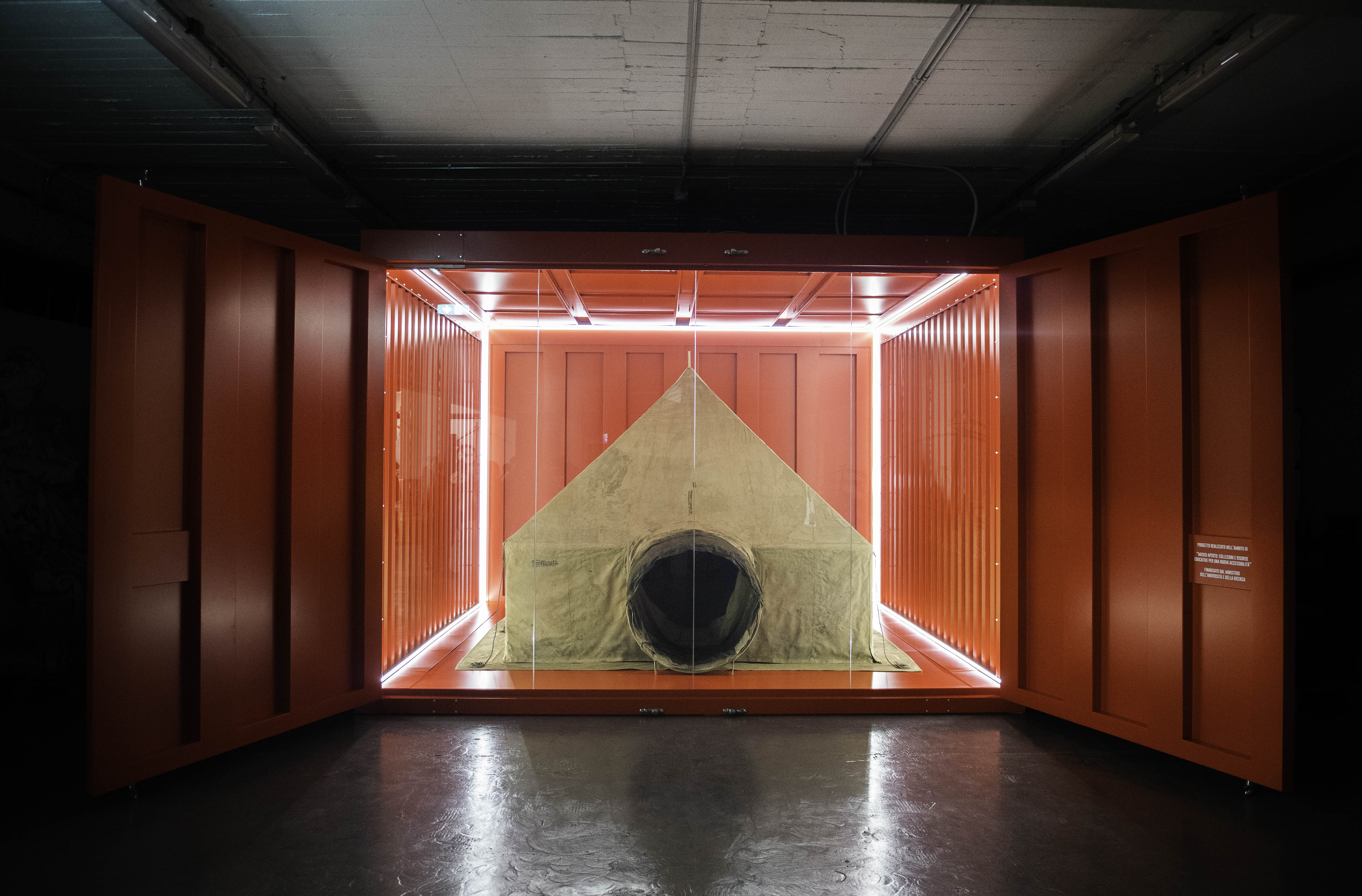
La Tenda Rossa presso le Collezioni di Studio del Museo

Una collezione di studio rilevante è quella dedicata all'informatica. Una sezione dopo quella cicli e motocicli ospita le macchine informatiche medio-piccole, mentre un capannone esterno ospita mainframe e altri grandi sistemi forniti soprattutto dalla IBM. Alcuni reperti sono perfettamente funzionanti. Oltre a IBM c'è una solida presenza di Olivetti e di Apple. Si nota un supercomputer Cray X-MP, alto quasi due metri, originariamente appartenuto alla BMW. Sono raccolte plugboard per i primi IBM, realizzate all'epoca dagli studenti del Centro per l'Automazione dell'Analisi Linguistica fondato da Roberto Busa. Tra i precursori, ci sono modelli realizzati da Roberto Guatelli, come riproduzioni di pascaline o di parte di una macchina differenziale. Diversi pezzi si trovano anche nell'esposizione permanente "Mosaico tecnologico", come il computer Elea 9003 e il già citato Programma 101.

## Attività ed educazione informale
L’educazione è parte della missione del Museo fin dalla sua nascita. Il primo spazio sperimentale - il 'Centro di Fisica’ - nasce nel 1955 e fino agli anni ‘80 fa sperimentare la scienza dal vivo a insegnanti e studenti. Negli anni novanta ha aperto i primi laboratori interattivi ispirati al lavoro di Frank Oppenheimer e dell'Exploratorium di San Francisco. Riconosciuto in Europa per la sua metodologia educativa basata sull'educazione informale, nel 2009 ha fondato il CREI© – il Centro di Ricerca per l’Educazione Informale - che svolge ricerca in metodologie e strumenti dell’educazione informale oltre che programmi di sviluppo professionale per insegnanti e educatori. Le attività e i progetti educativi integrano temi STEM col metodo educativo caratteristico del lavoro del museo. È ente accreditato per la formazione e lo sviluppo professionale degli insegnanti dal Ministero dell'istruzione, dell'università e della ricerca.
Il museo ha 14 laboratori interattivi (iLab) che si rivolgono ai diversi pubblici del Museo con programmi appositamente progettati che, insieme a quelli nelle esposizioni, contribuiscono a far conoscere e interpretare le scienze in prima persona, a comprendere l'impatto che hanno sulla nostra vita e a costruire una cultura scientifica attraverso la partecipazione attiva, l’esplorazione, la sperimentazione diretta e il dialogo. Le attività dei laboratori riguardano un ampio spettro di temi scientifici e tecnologici tra cui l'alimentazione, l'energia e ambiente, le biotecnologie, la genetica, la robotica, l'energia, i materiali, l'elettricità.

Nel 2014 ha inaugurato la Tinkering Zone, area permanente interattiva progettata dal Museo su ispirazione dell'Exploratorium di San Francisco e modo innovativo di sperimentare la scienza. Si tratta di un laboratorio dedicato al tinkering, al making, all'ingegneria, al design, all'intersezione tra arte e scienza.

Alcuni laboratori del Museo
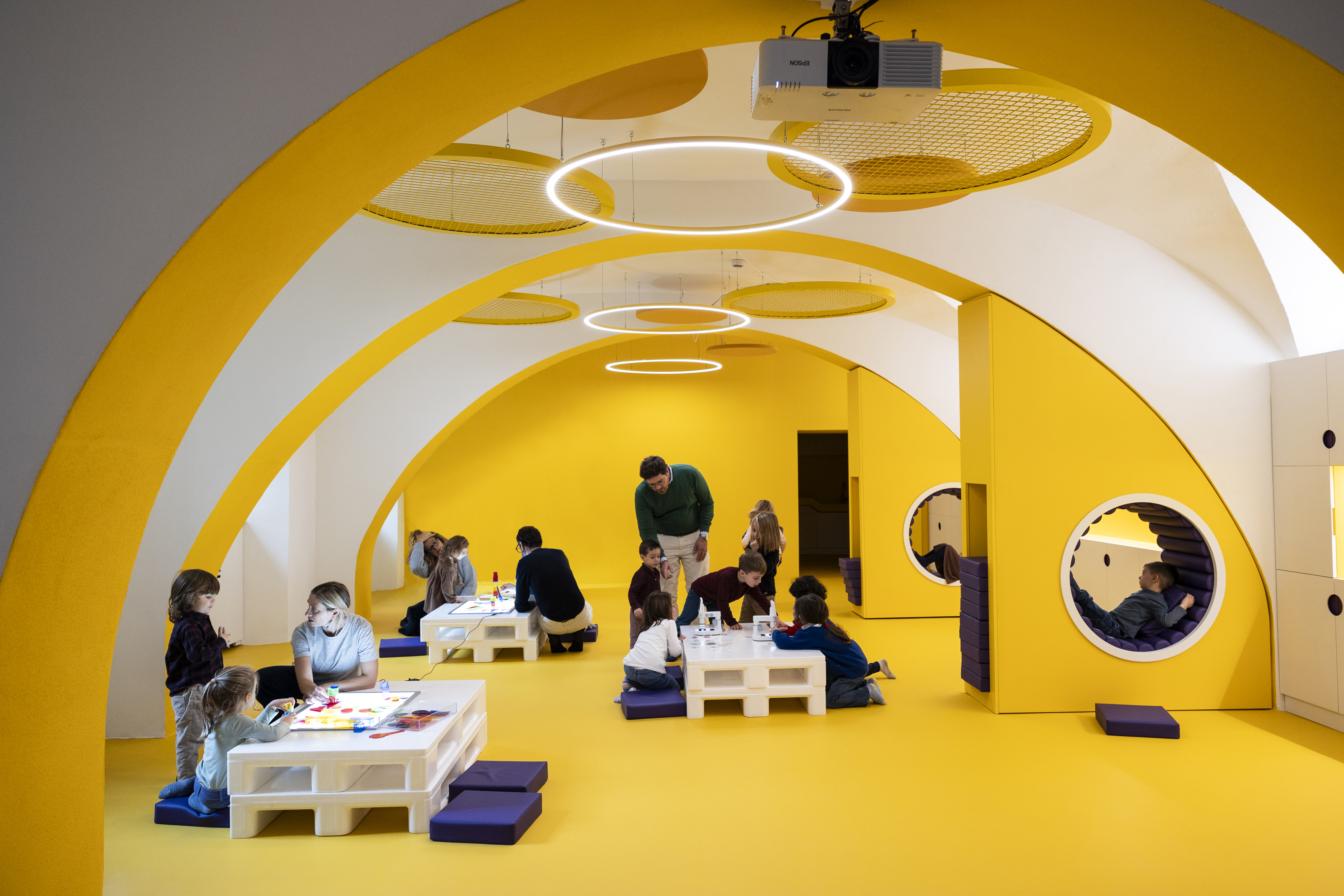
Playlab
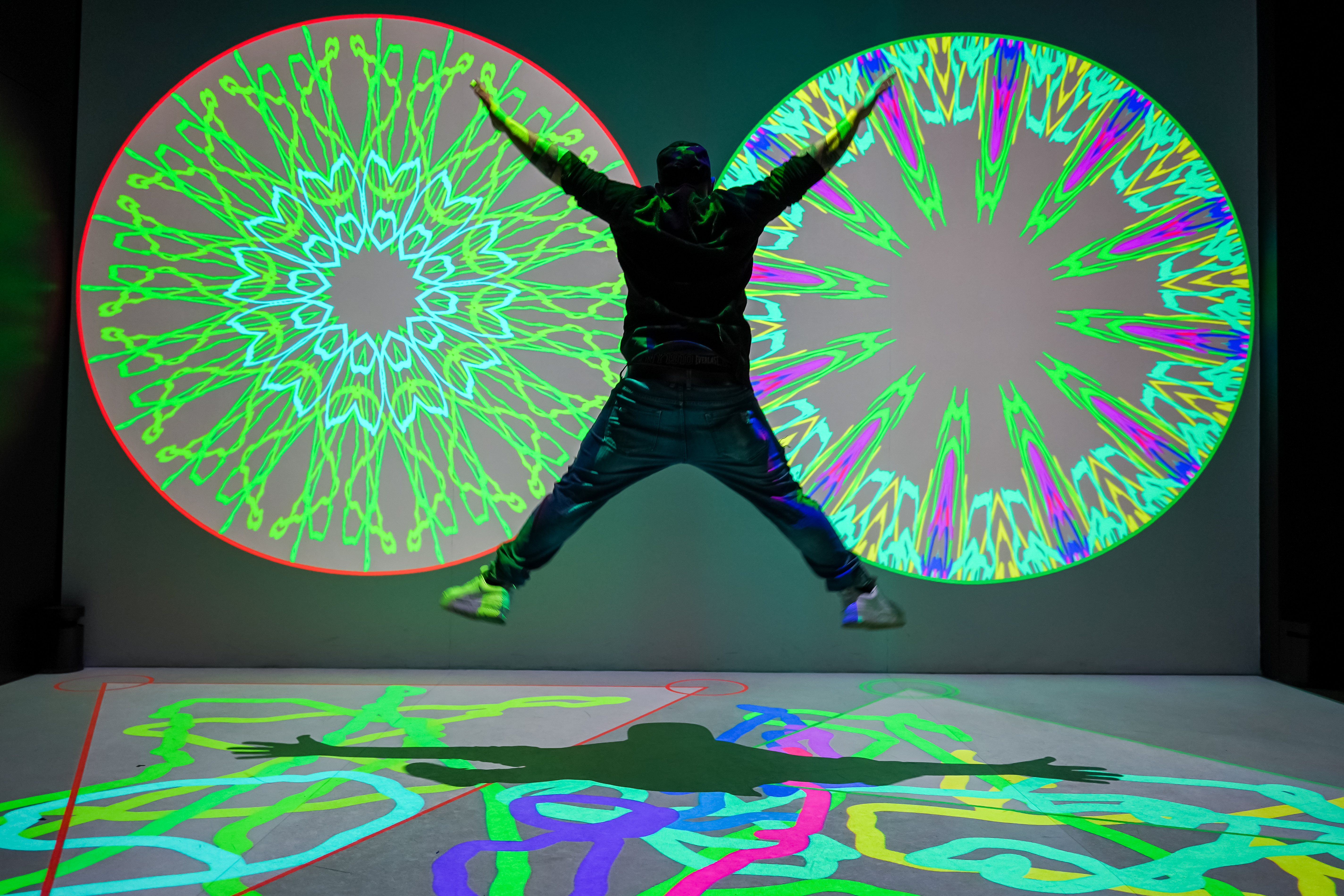
iLAB Future Inventors
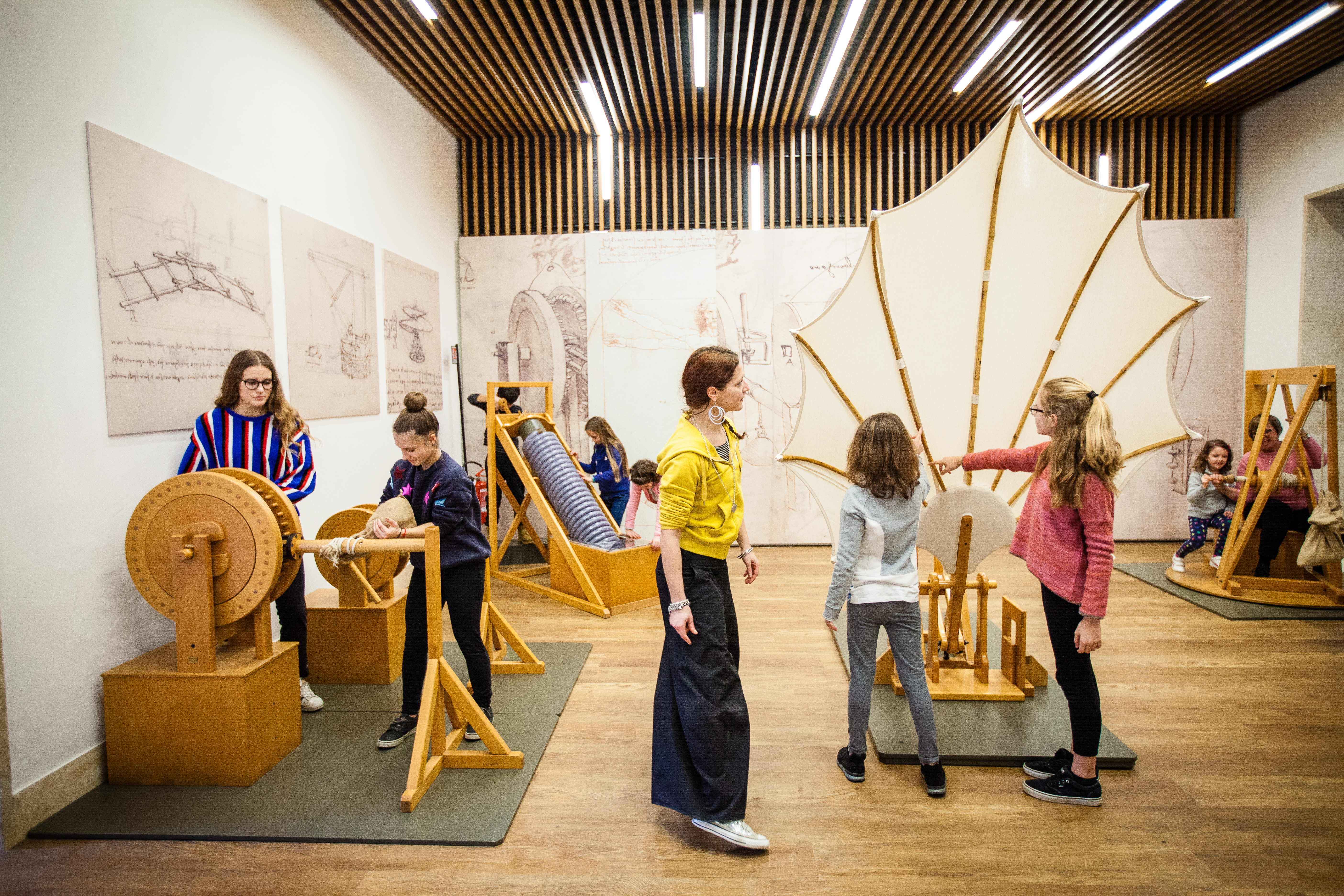
iLAB Leonardo
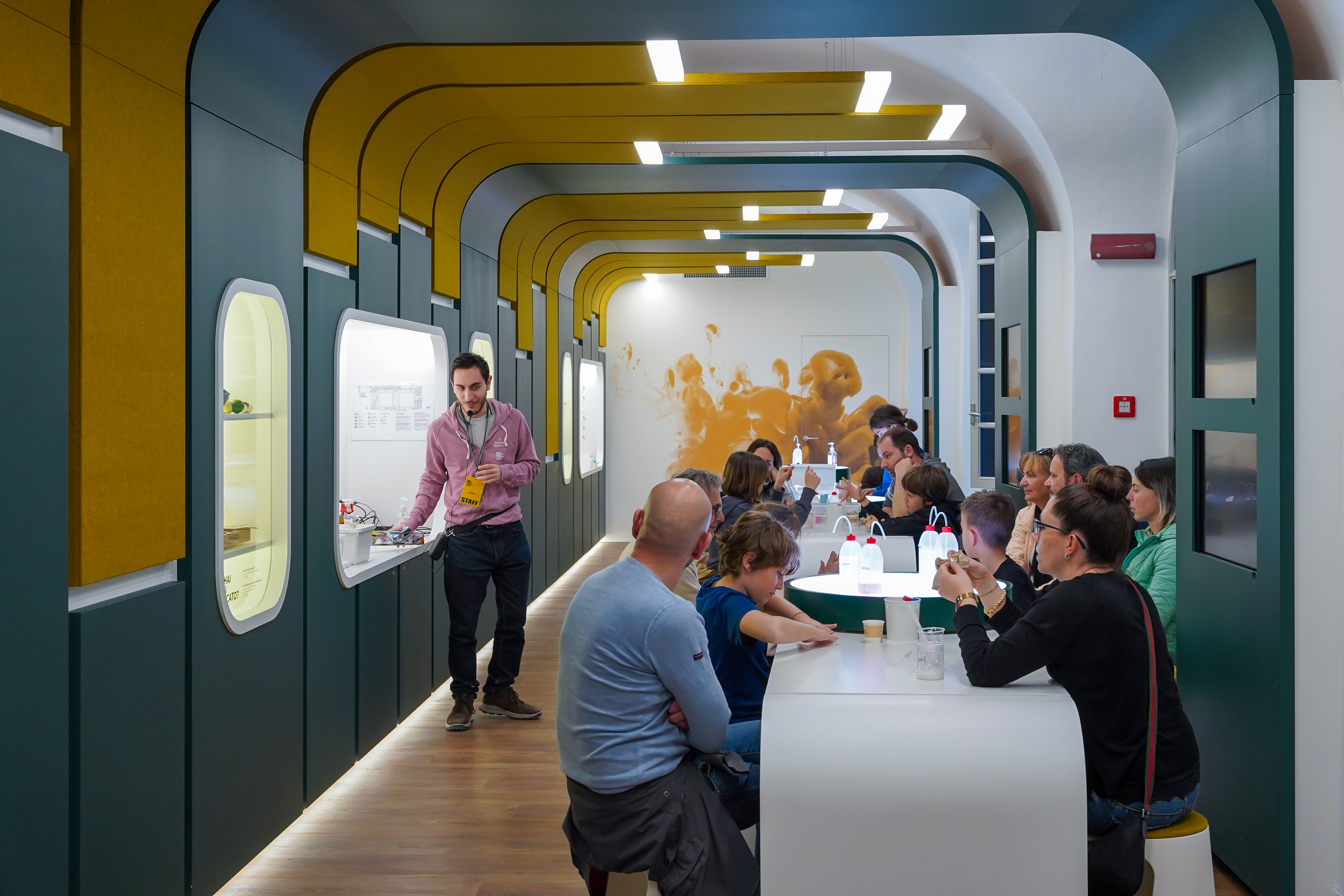
iLAB Chimica
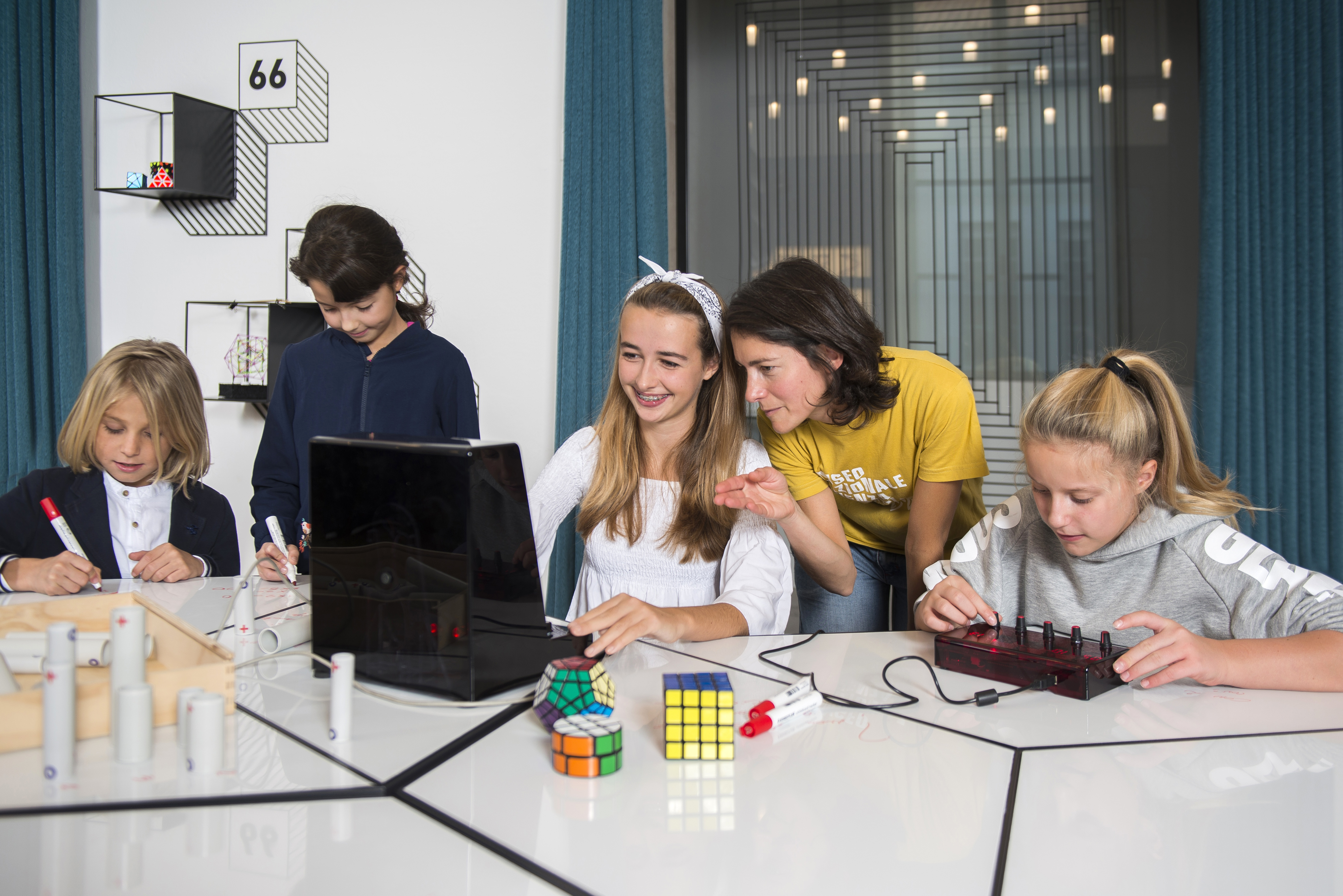
iLAB Matematica
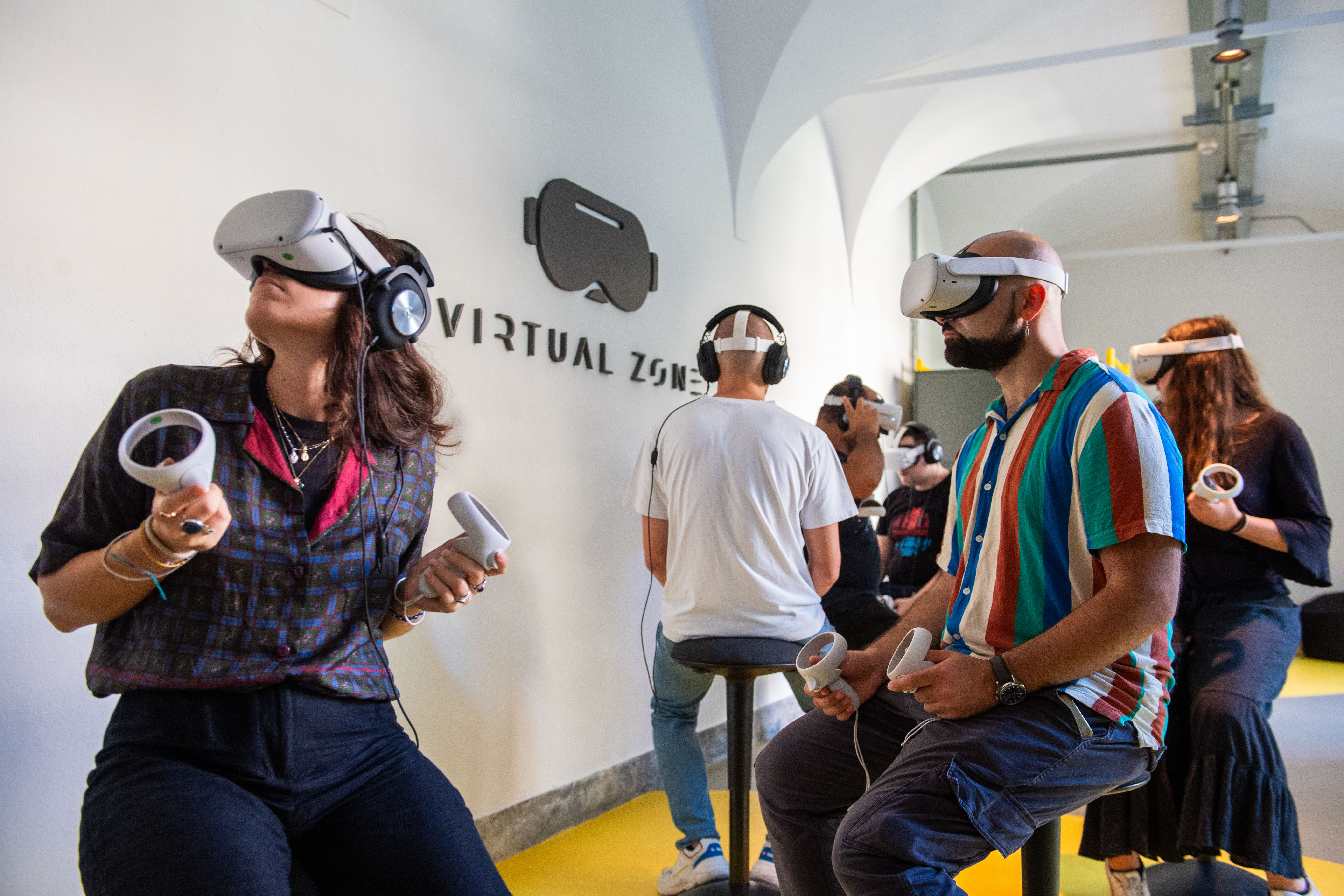
Virtual Zone
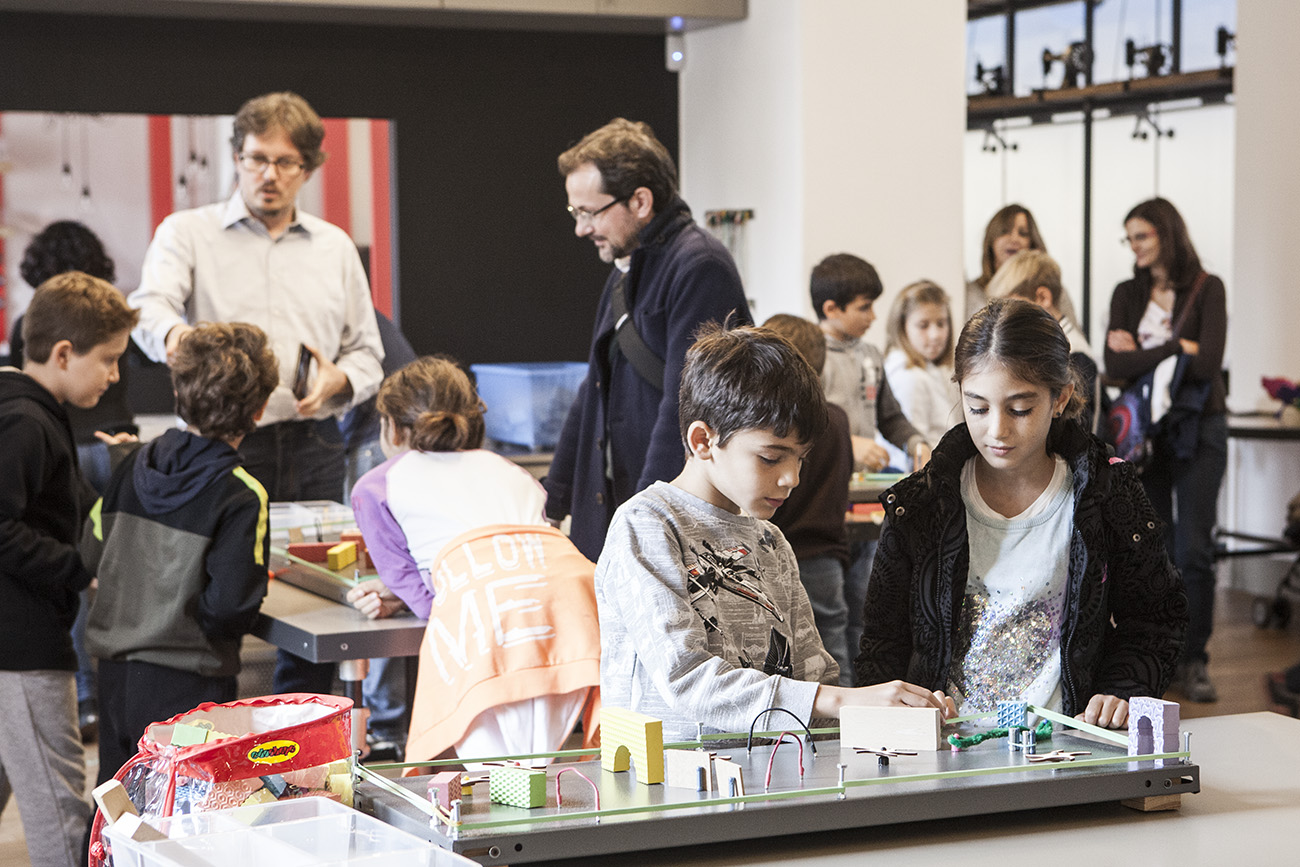
Tinkering Zone

## Biblioteche
La biblioteca principale del Museo si compone attualmente di circa 50 000 unità, tra volumi e opuscoli di argomento scientifico-tecnico che vanno dal 1831 in poi, oltre a un fondo antico.
A questa biblioteca si affianca la biblioteca del mare Ugo Mursia che raccoglie 3 600 volumi sul mondo marinaro in tutti i suoi aspetti.

### Biblioteca del museo
È un centro di documentazione libraria con raccolte storiche collegate alle collezioni del Museo, nato per volere del fondatore Guido Ucelli nel 1943. Racchiude nuclei storici sullo sviluppo tecnologico e scientifico tra la fine dell'Ottocento e la prima metà del Novecento, con uno sguardo più approfondito sui temi propriamente italiani. Accanto a tali raccolte vi è una nuova parte che contiene le opere recenti di divulgazione e di approfondimento delle nuove branche della scienza e della tecnologia.
Il catalogo, consultabile on-line, comprende:
- fondo moderno: 50 000 volumi, donati e acquistati dal 1940 in poi
- fondo antico ed edizioni rare: 1 750 volumi che comprendono testi della fine del Quattrocento
- fondi speciali Mauro, Savorgnan di Brazzà, Parisi: raccolte di testi, frutto di donazioni di personalità di spicco del mondo scientifico-imprenditoriale degli anni cinquanta
- periodici: oltre 700 testate

La biblioteca lavora a stretto contatto con la Soprintendenza ai beni librari della Lombardia per i progetti di restauro, conservazione, tutela e valorizzazione delle raccolte; inoltre fa parte dell'AIB, Associazione Italiana Biblioteche. Mantiene stretti legami con il Politecnico di Milano, con il Museo Galileo di Firenze e le principali biblioteche del territorio.

### Biblioteca Ugo Mursia
Si tratta della collezione privata dell'editore Ugo Mursia, donata al Comune di Milano.
La biblioteca è attualmente situata nel Museo all'interno del padiglione navale, dove ospita, accanto ai libri, una serie di oggetti e cimeli che testimoniano il grande amore per il mare del suo ideatore.
È una raccolta di circa 3 600 volumi sul mondo marinaro in tutti i suoi aspetti. Si spazia infatti dai manuali di vela ai saggi sulla storia della marineria, dai trattati di navigazione ai romanzi di pirati, dai diari di viaggio ai dizionari. Sono volumi pubblicati in ogni parte del mondo e, in gran parte, introvabili.